# موزه‌های کاپیتولین
موزه‌های کاپیتولین (به ایتالیایی: Musei Capitolini ؛به انگلیسی: Capitoline Museums) یک موزه شامل گروهی از آثار هنری و باستان‌شناسی است که در پیاتسا دل کامپیدولیو (میدان کاپیتول) در بالای تپه کاپیتول در رم پایتخت ایتالیا قرار دارد. موزه‌های کاپیتولین در ناحیه کولوسئو (به ایتالیایی:Colosseo) و درست خارج از کولوسئوم بنا شده‌است.

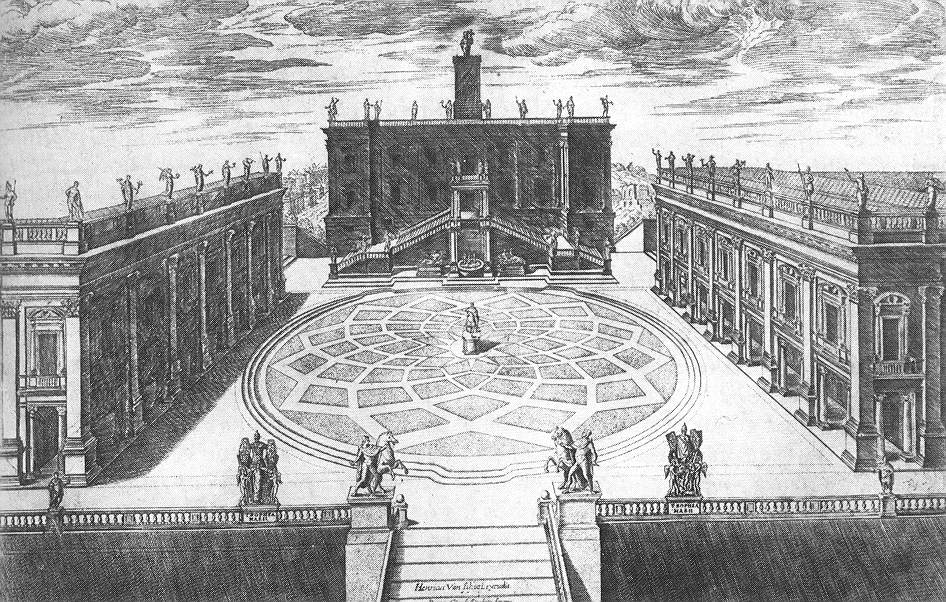
طراحی میکل آنژ برای تپه کاپیتولین که در حال حاضر موزه‌های کاپیتولین است. حکاکی شده توسط اتین دوپراک در ۱۵۶۸.

جایگاه تاریخی موزه‌ها میدان ذوزنقه‌ای پالاتسو دِی کُنسِرواتوری (Palazzo dei Conservatori) و پالاتسو نوئوو (میدان نو) بوده که نقشه آن توسط میکل‌آنژ در ۱۵۳۶ کشیده شده و طی یک دوره طولانی بیش از ۴۰۰ سال اجرا شده‌است. تاریخ این موزه‌ها را می‌توان تا ۱۴۷۱ دنبال کرد، زمانی که پاپ سیکتوس چهارم یک مجموعه مهم باستانی برنز را به مردم رم اهدا کرد و آنها را در تپه کاپیتول قرار داد. پس از آن، مجموعهٔ آثار موزه‌ها گسترش یافت و شامل تعداد زیادی از مجسمه‌ها، کتیبه‌ها و دیگر آثار روم باستان و همچنین مجموعه‌ای از آثار هنری و مجموعه‌های جواهرات، سکه‌ها و آثار دیگر مربوط به دوره‌های قرون وسطی و رنسانس شد. موزه‌ها متعلق به شهرداری رم هستند و توسط آن اداره می‌شوند.
در سال ۱۷۳۴ به دستور کلمنت دوازدهم درهای موزه کاپیتولین به عنوان اولین موزه در جهان به روی عموم گشوده شد، با این درک که می‌توان شرایطی فراهم کرد تا از یک محل که در آن هنر وجود دارد همه لذت ببرند و نه تنها صاحبان آن.

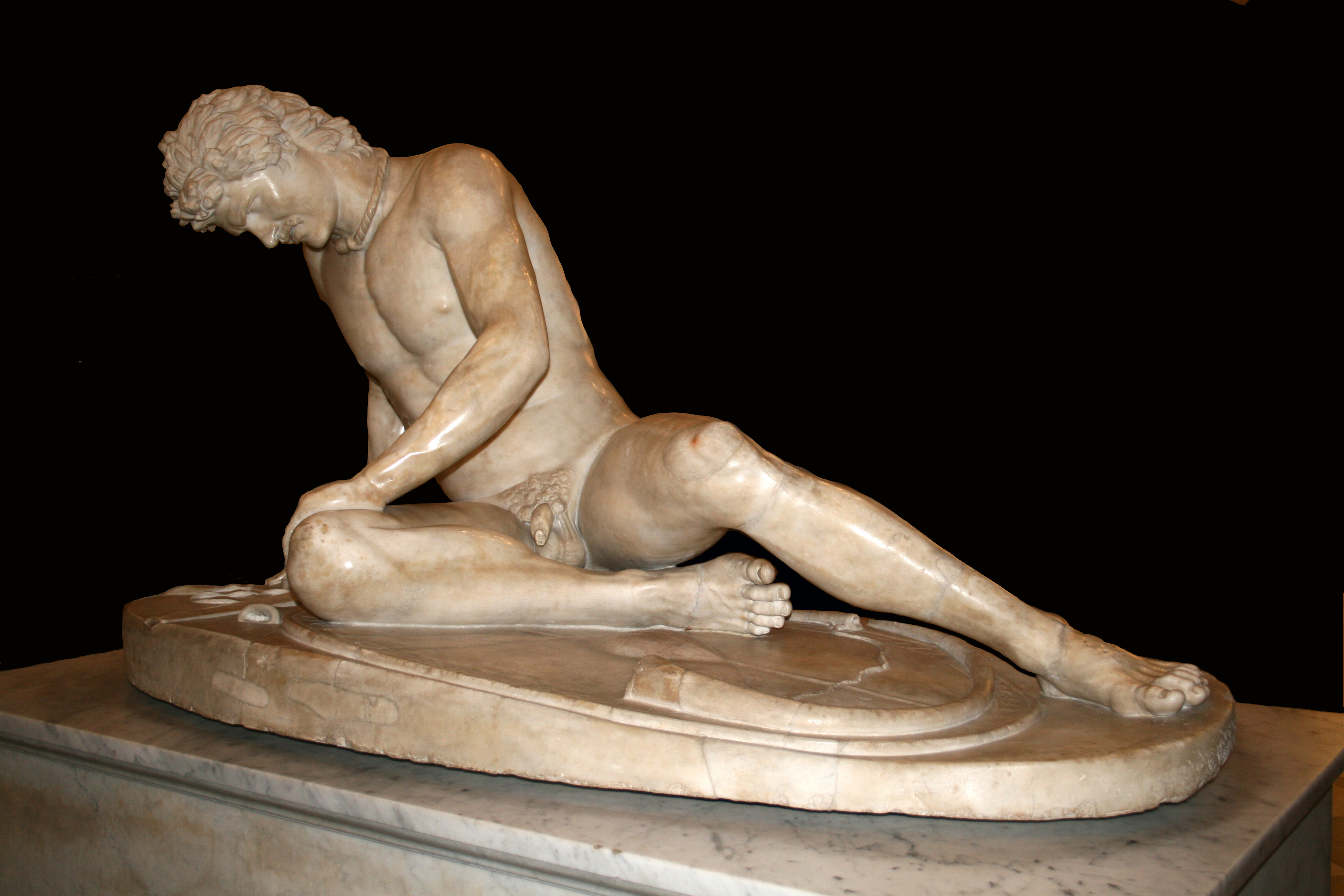
گائول در حال مرگ

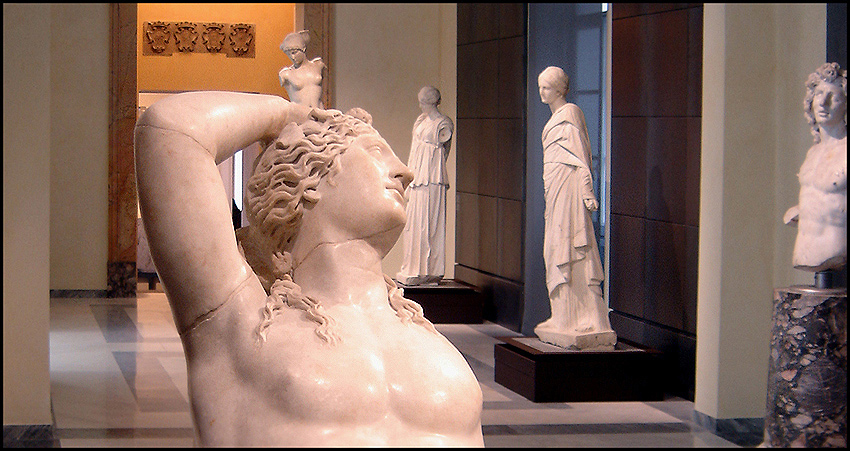
گالری موزه‌های کاپیتولین

## آثار
این موزه اکنون میزبان آثار هنری مانند «گائول در حال مرگ» و نیز مجسمه‌هایی همچون مجسمه سوار بر اسب مارکوس آئورلیوس است که هر دو از برنز ساخته شده‌اند.
مجسمه نصب شده مارکوس آئورلیوس سوار بر اسب در مرکز میدان امپراتور مارکوس آئورلیوس یک کپی است و اصل آن در محوطه در موزه‌های کاپیتولین قرار دارد. بسیاری از مجسمه‌های رومی به دستور کلیسای مسیحی و مقامات در قرون وسطی نابود شدند اما این مجسمه حفظ شد با این باور اشتباه که امپراتور کنستانتین، کسی که مسیحیت را مذهب رسمی امپراتوری روم قرار داد، را به تصویر کشیده‌است.
مجسمه‌ای از رومولوس با نام لوپا کاپیتولینا (Lupa Capitolina) یا گرگ کاپیتول یکی دیگر از آثار هنری معروف این موزه است.

## ساختمان‌ها
ساختمان موزه از ۳ ساختمان اصلی تشکیل شده که از طریق یک گالری زیرزمینی به همدیگر متصل هستند. یکی از ساختمان‌ها در قرن ۱۲، دیگری در اواسط قرن ۱۶ و سومی در قرن ۱۷ ساخته شده‌است.
بخشی از این موزه، در ساختمان کناری آن می‌باشد که پالازو دی کنسرواتوری نام دارد و مرکز آثار هنری یونانی و رومی و نیز گالری عکس مدرن است. این بخش، آثار هنرمندانی همچون کاراواجیو، روبنس و تیتیان را در خود نگهداری می‌نماید.

## نگارخانه

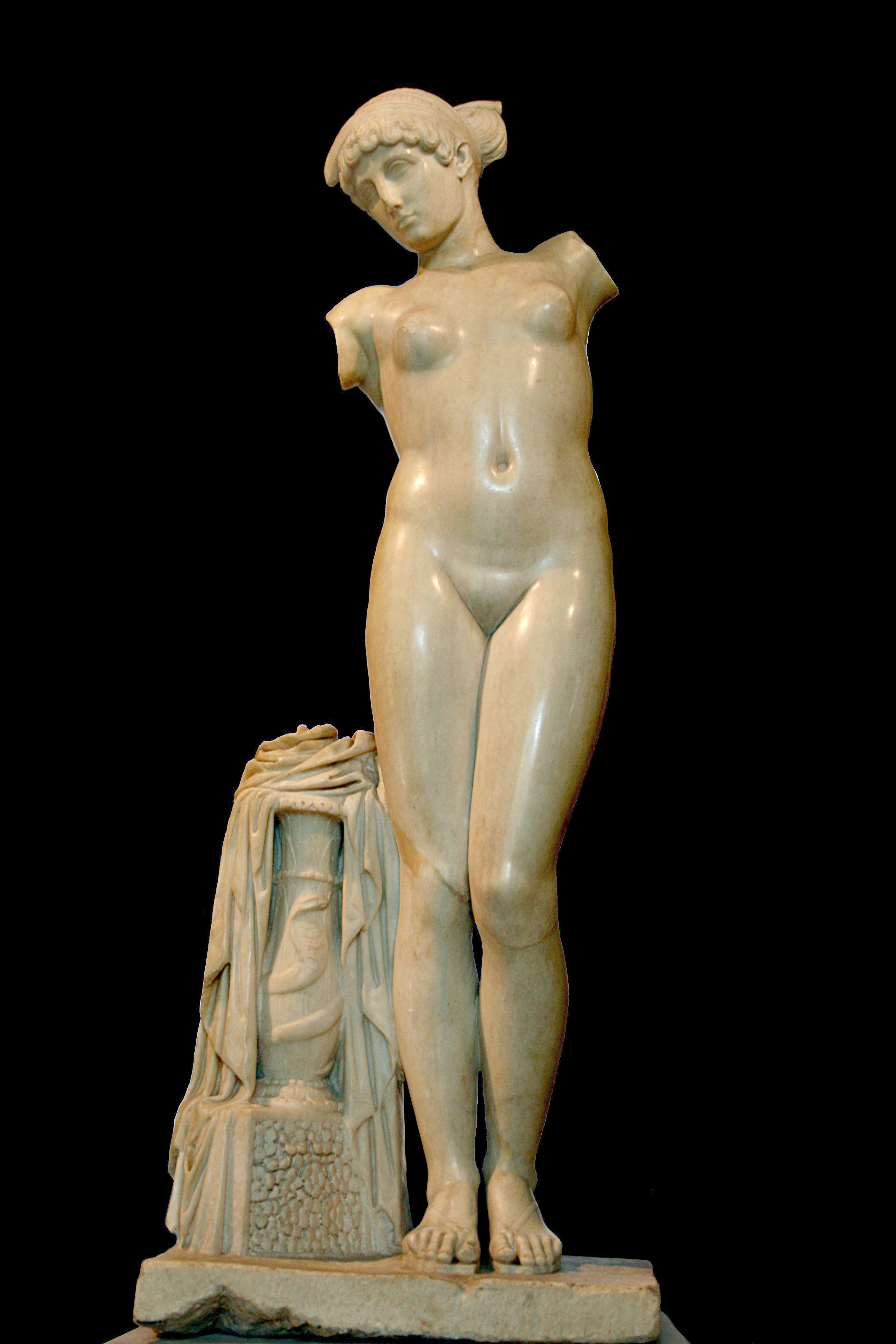
"ونوس اسکولین".
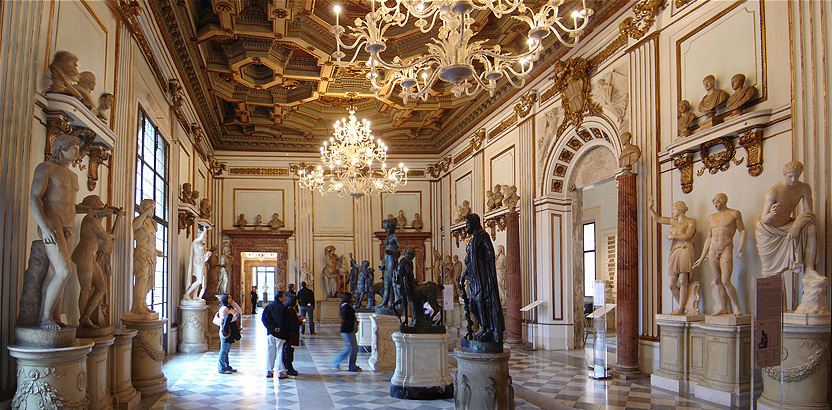
پالازو نوو
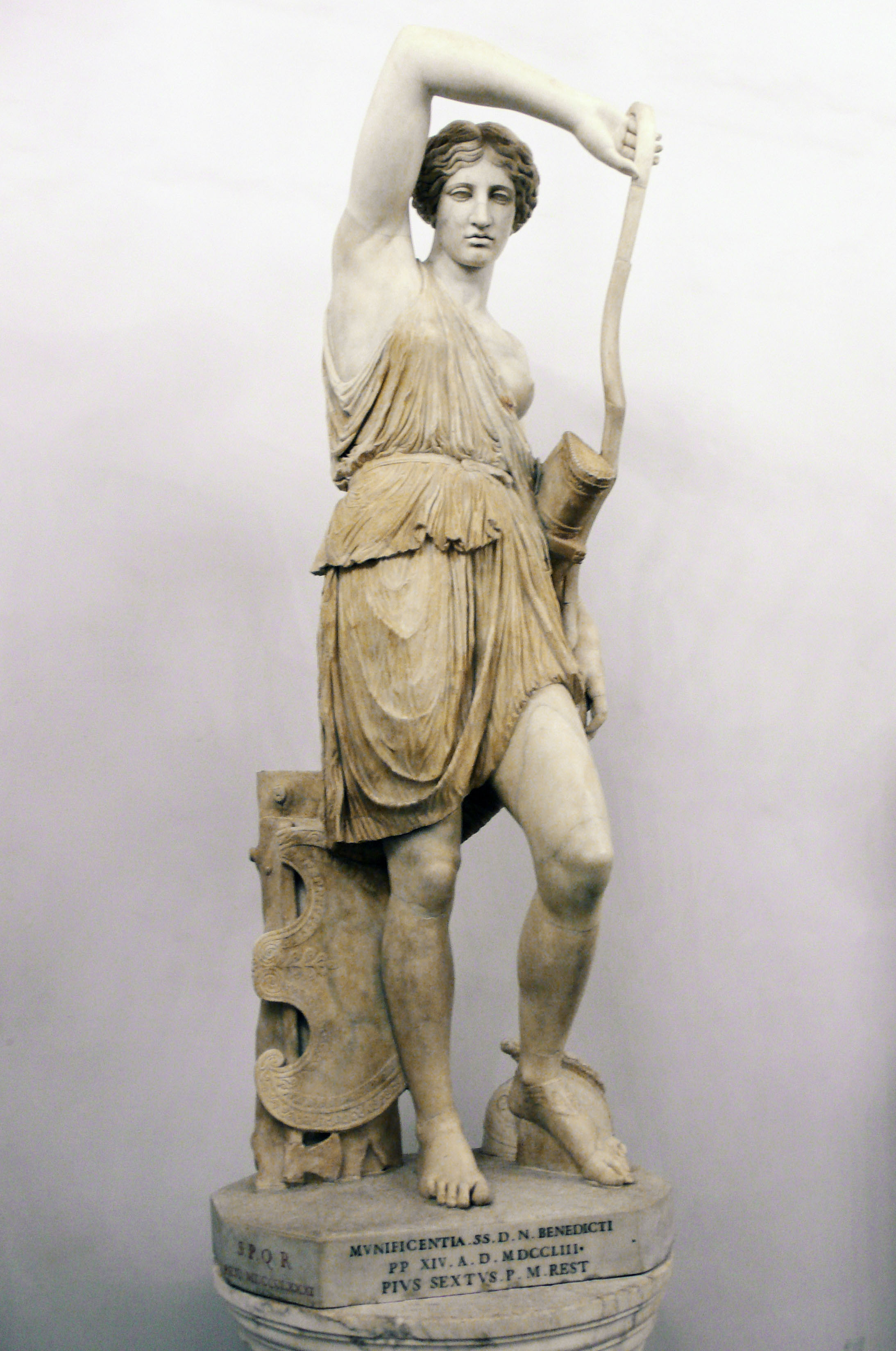
The wounded Amazon, copy from original work by Phidias
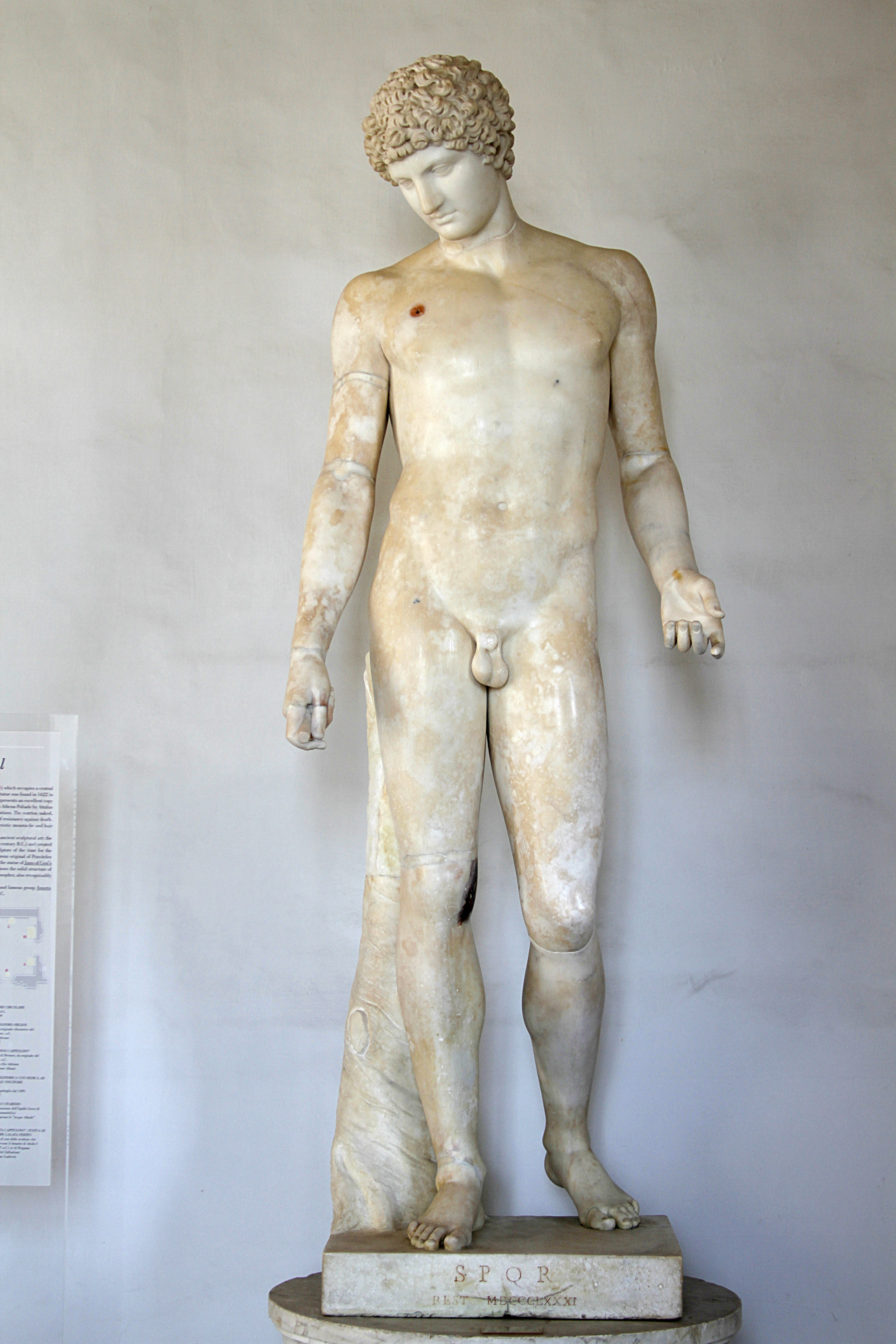
Capitoline Antinous
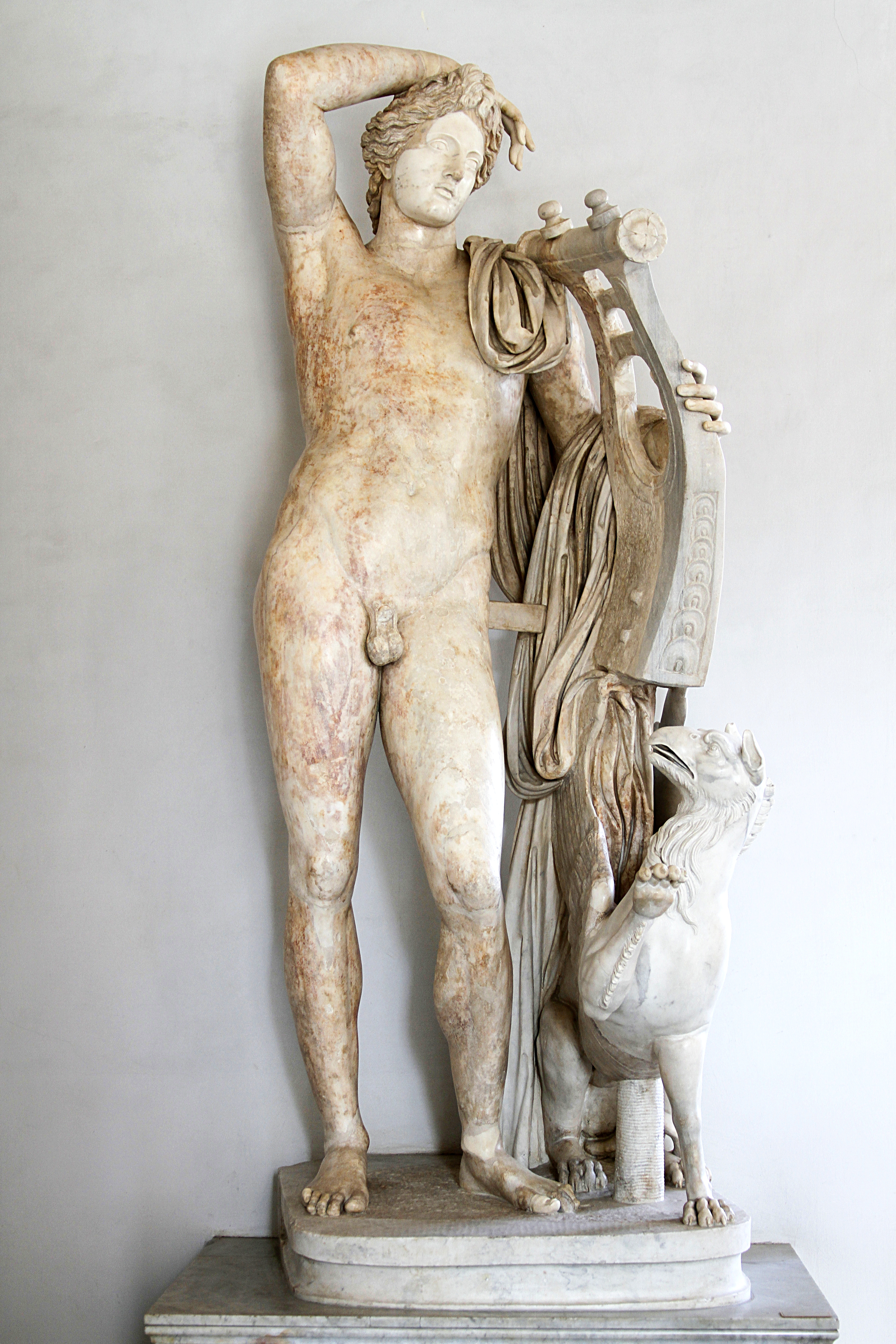
Apollo Citharoedus
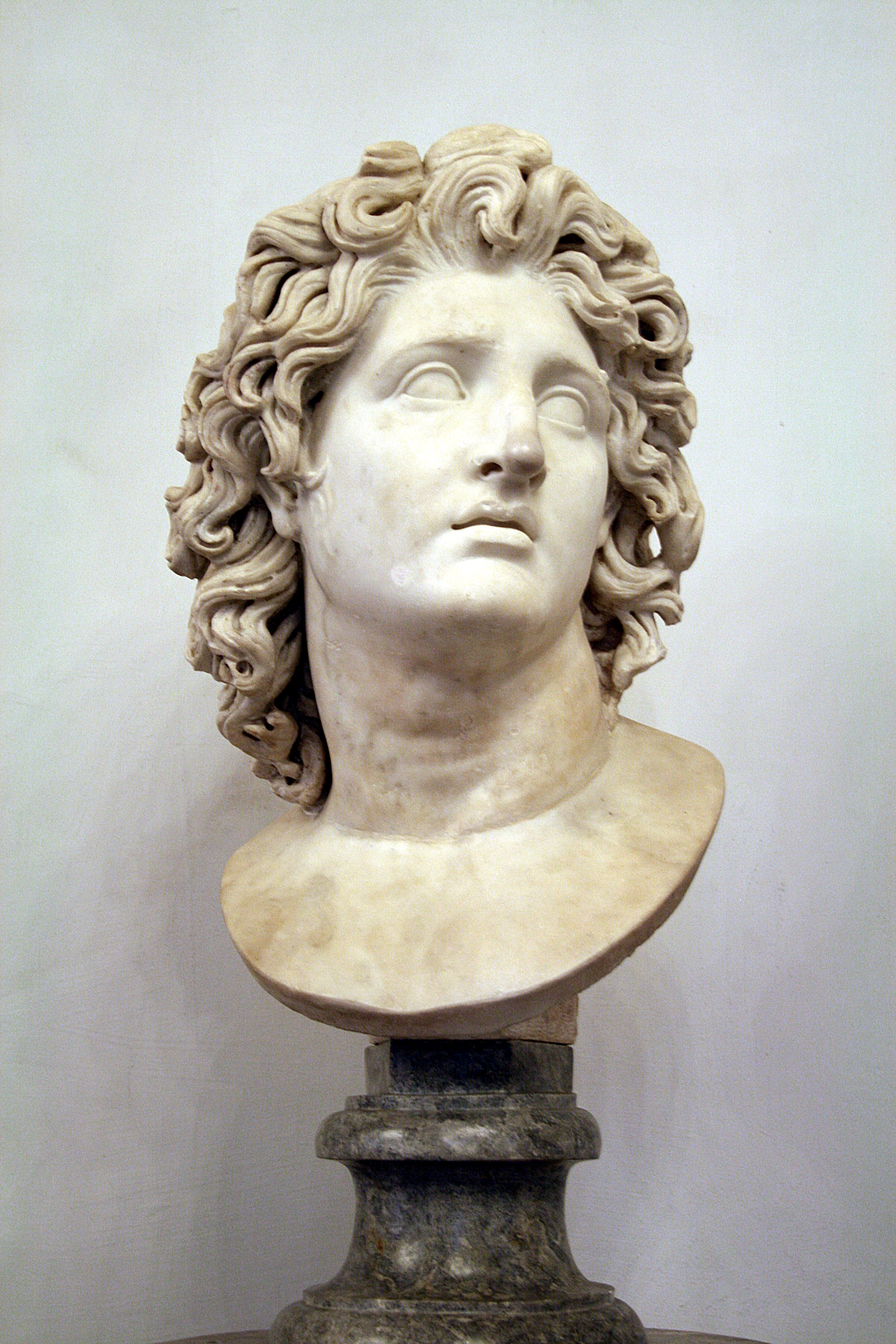
Bust of Alexander-Helios
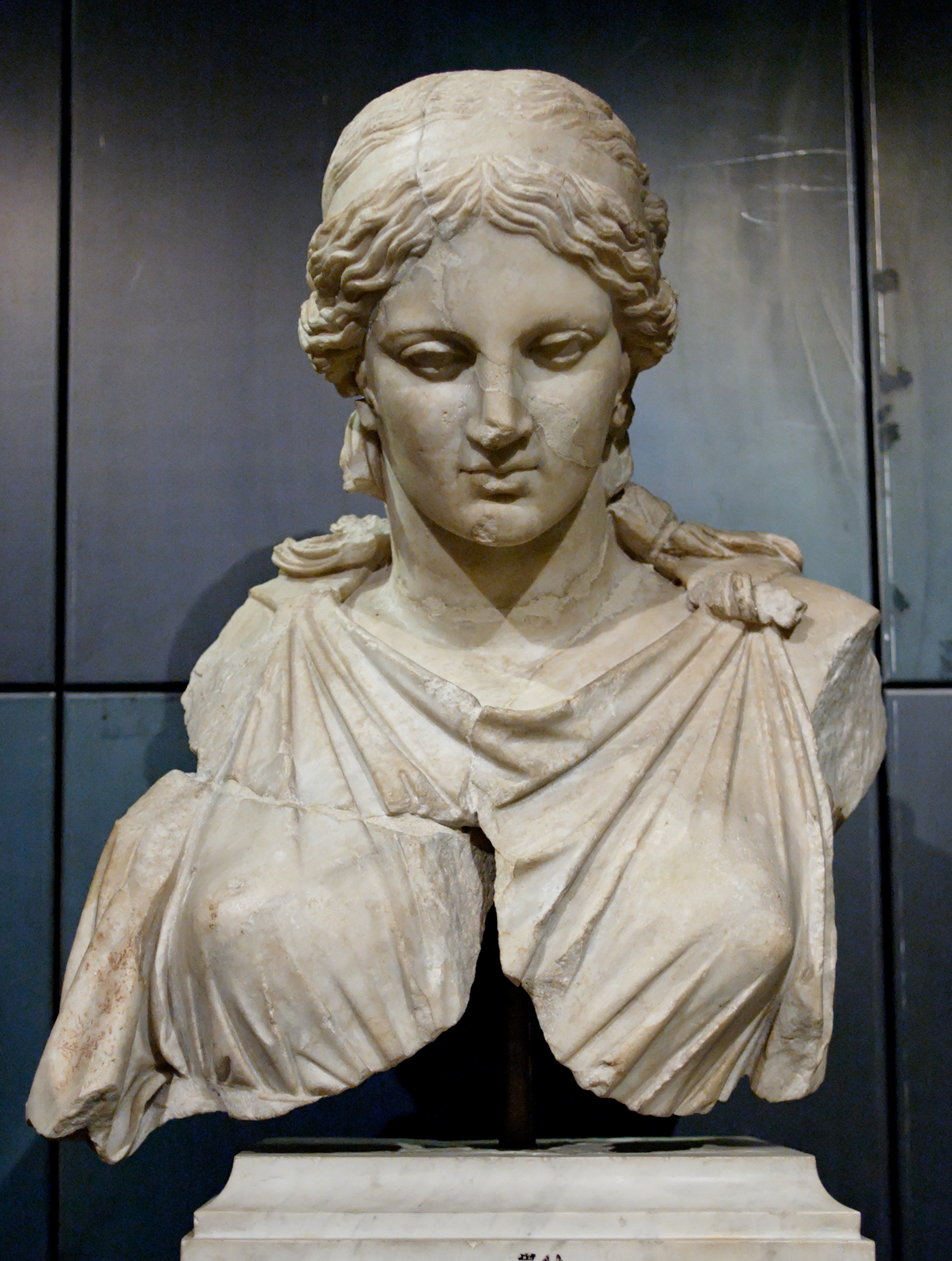
Probably a copy of the statue of Artemis by Kephisodotos
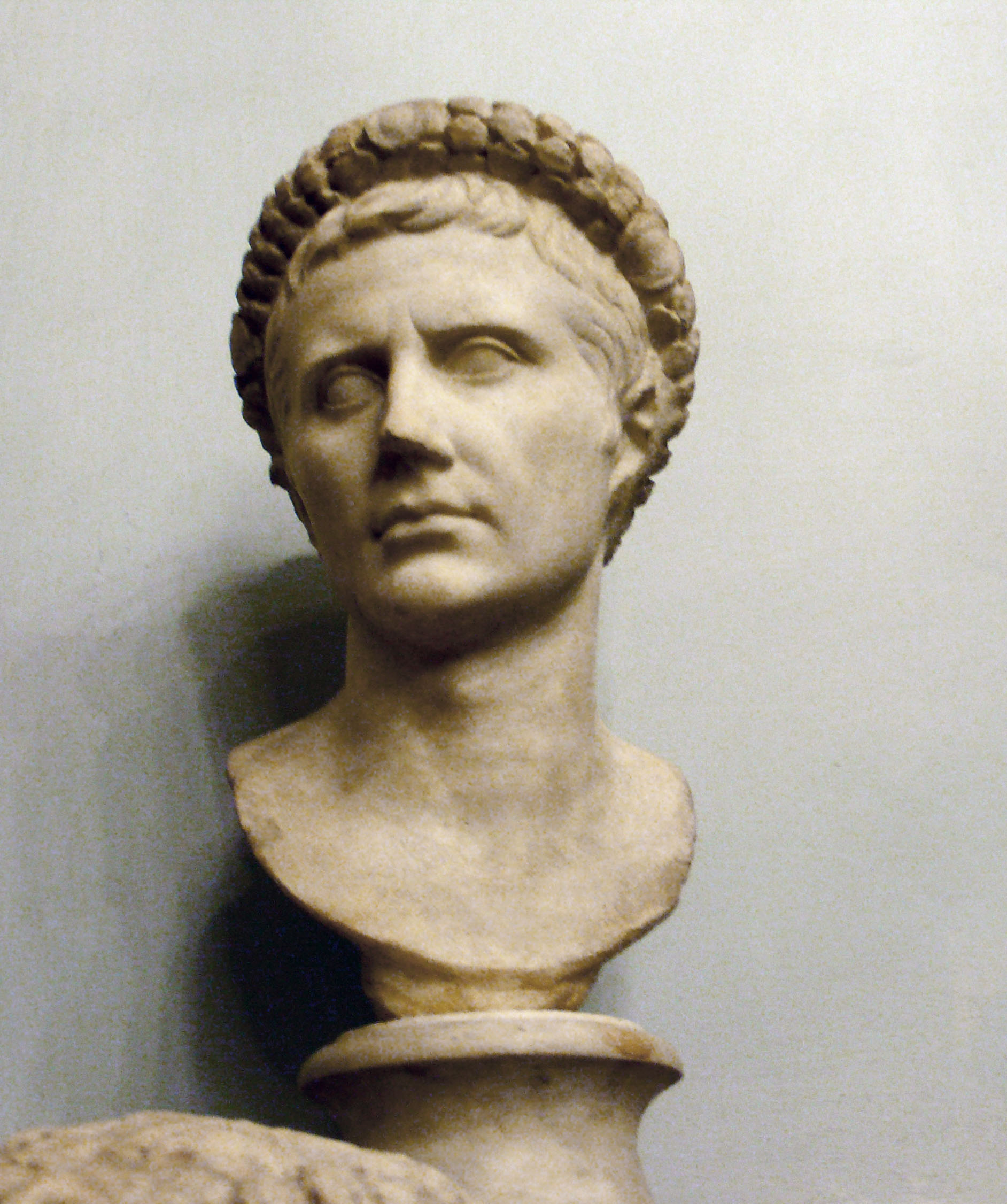
Bust of Augustus
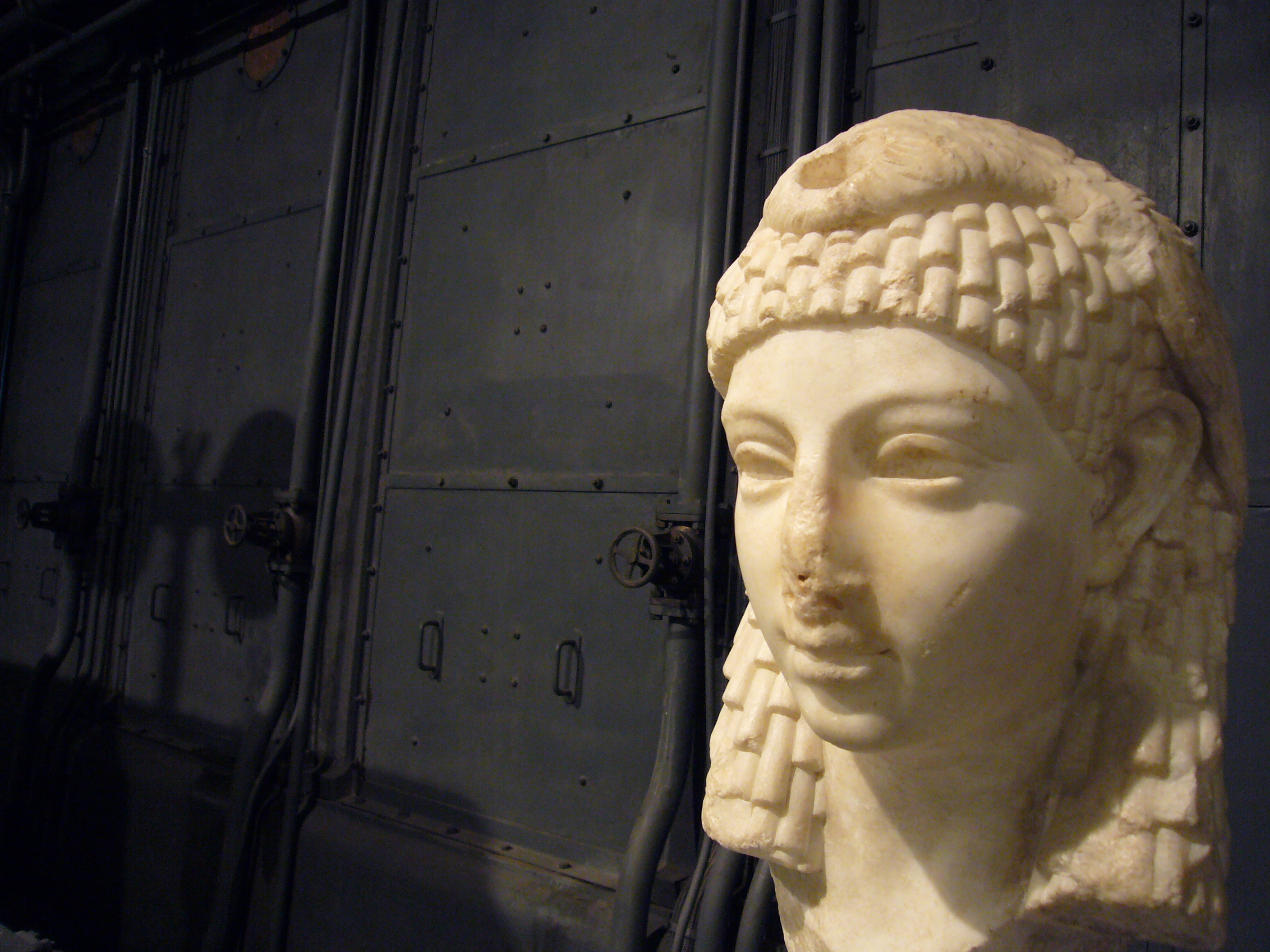
Bust of Cleopatra, Centrale Montemartini, Rome
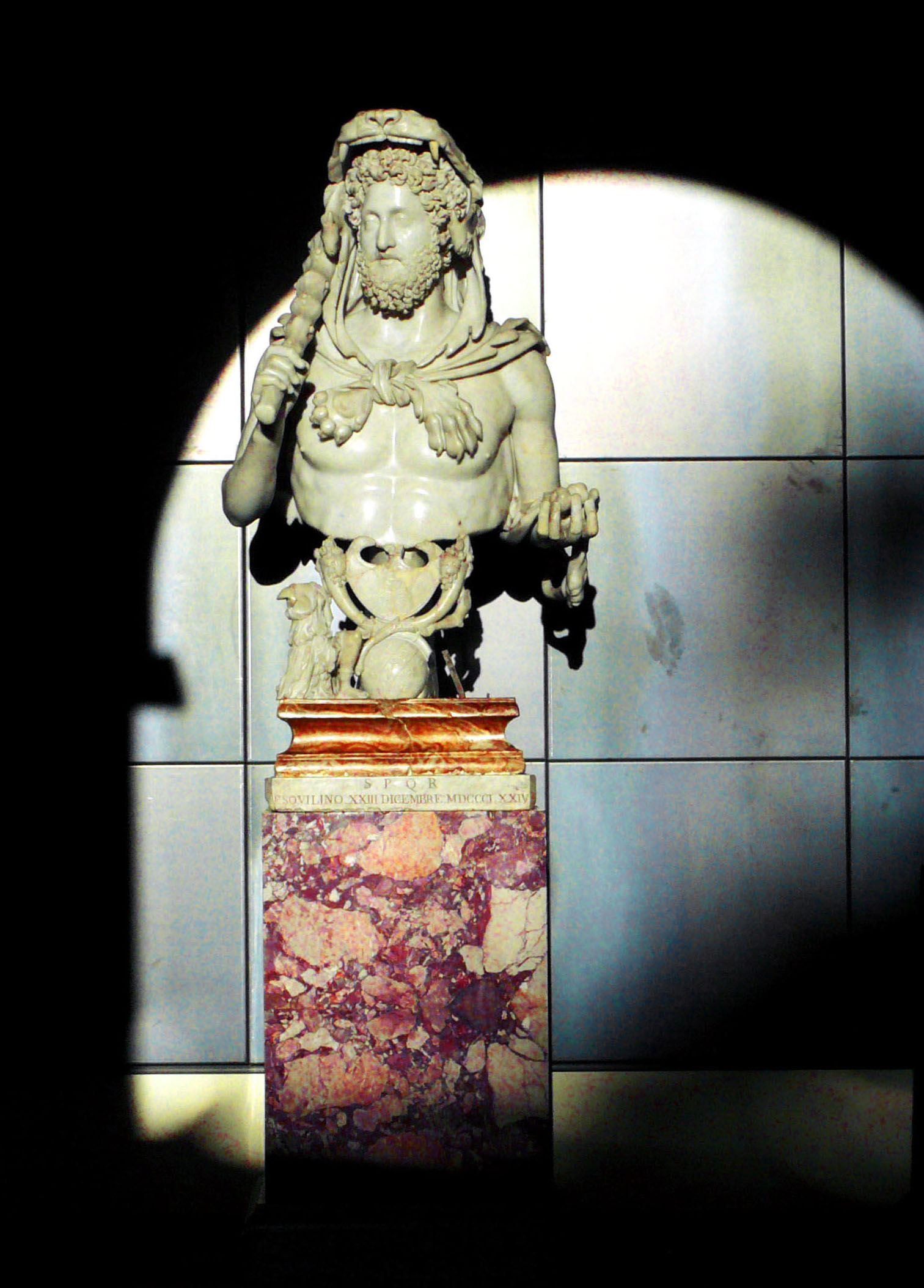
Commodus as Hercules
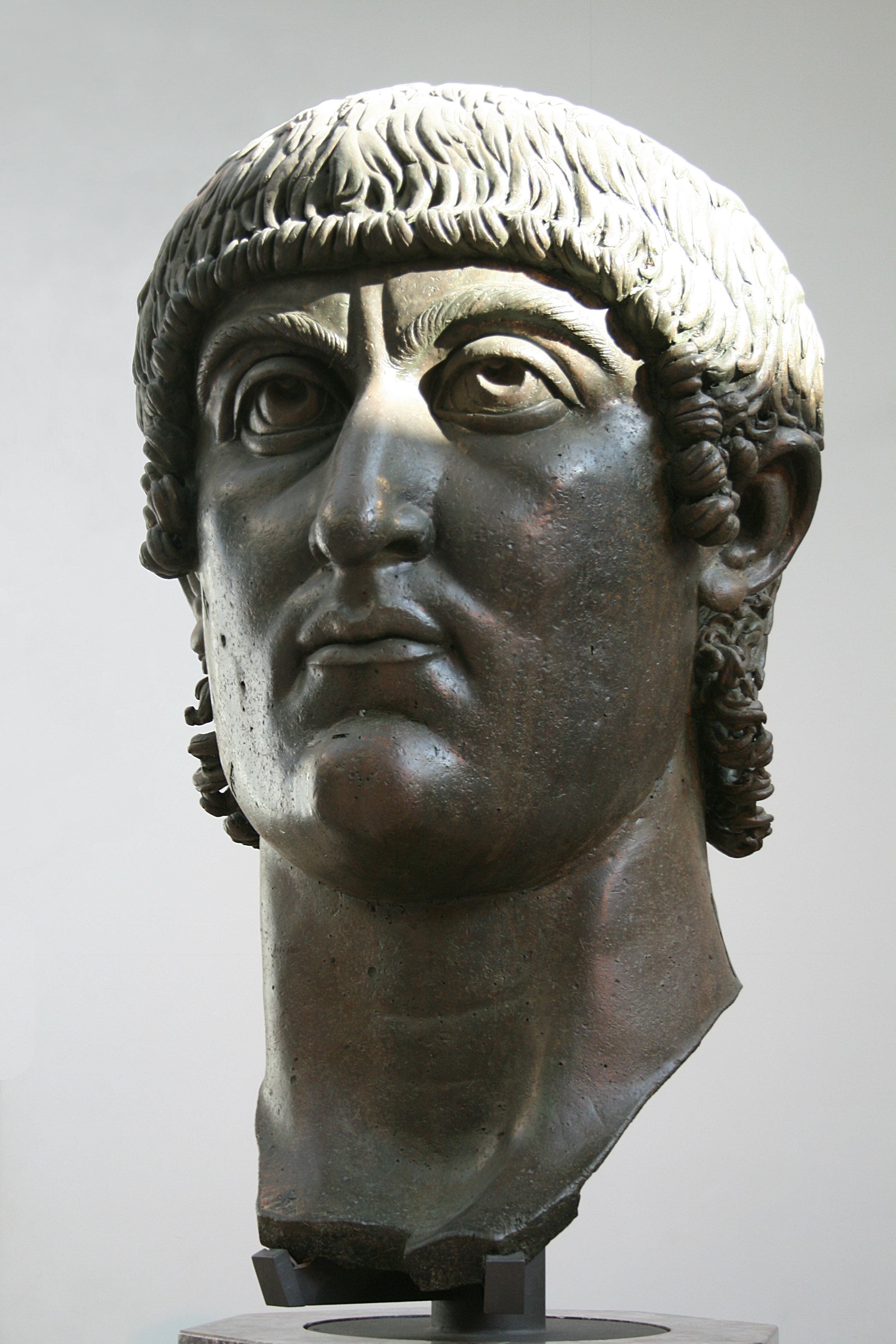
Constantine I, possibly originally from the Basilica of Maxentius
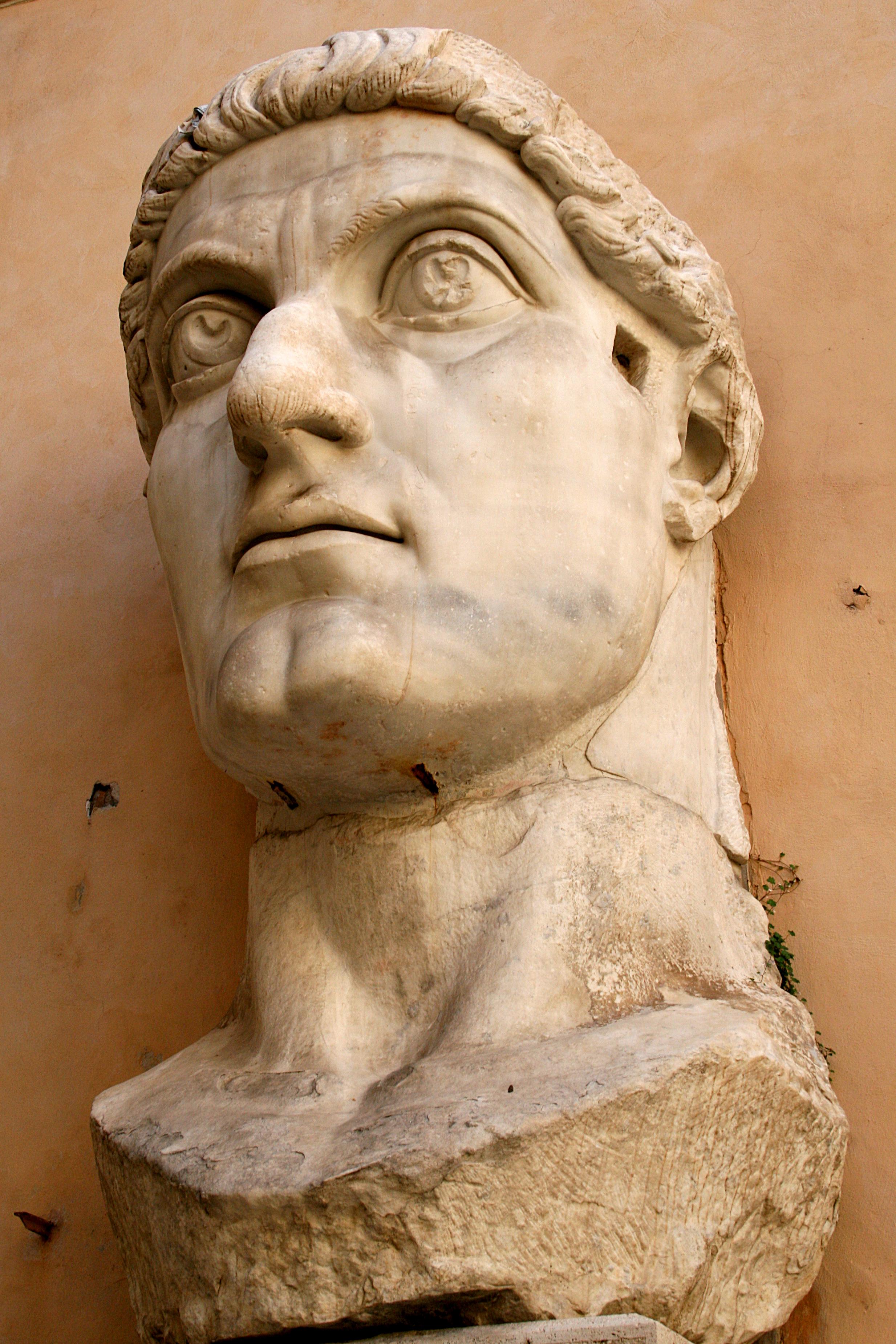
Head of the colossal statue of Constantine I
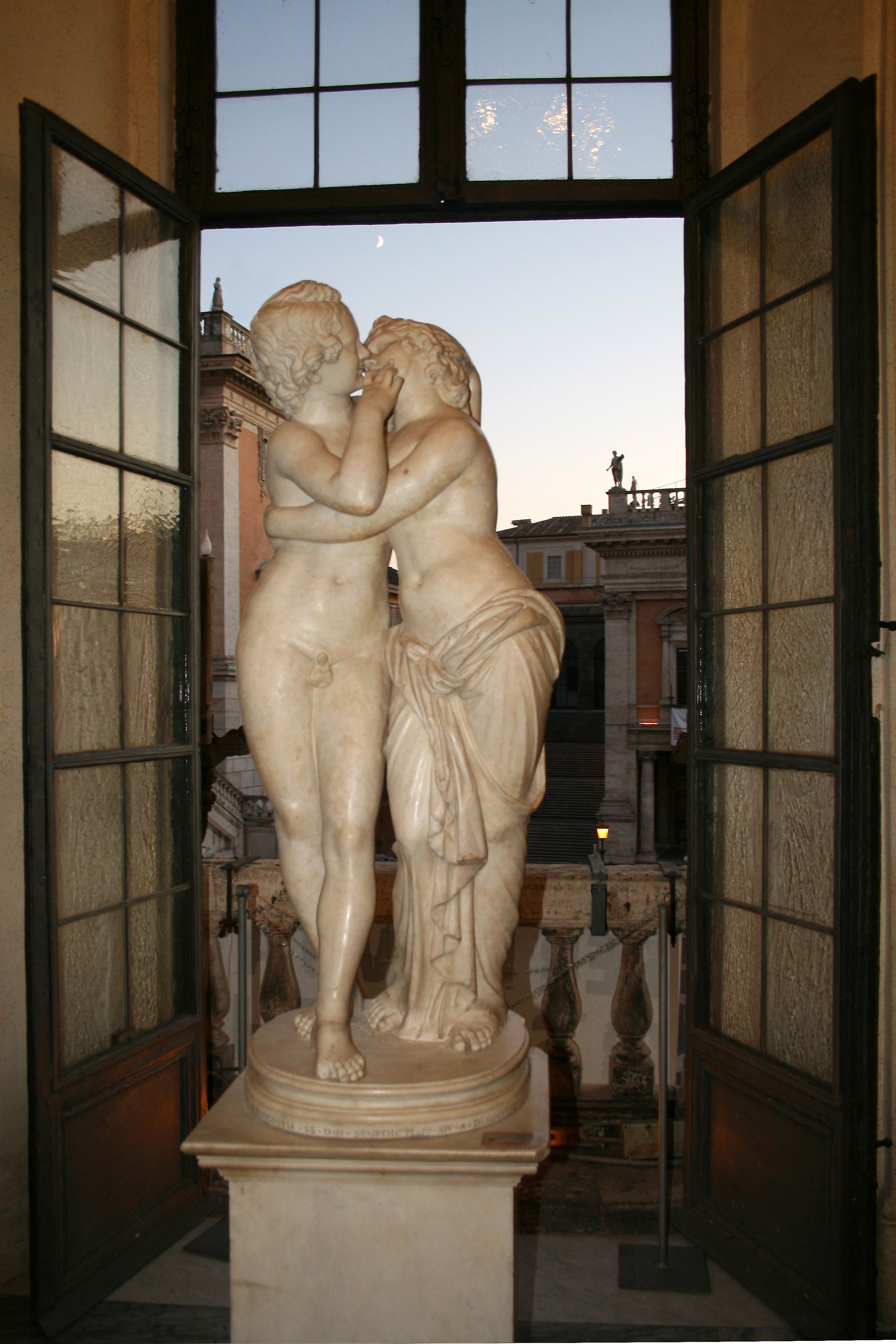
Cupid and Psyche
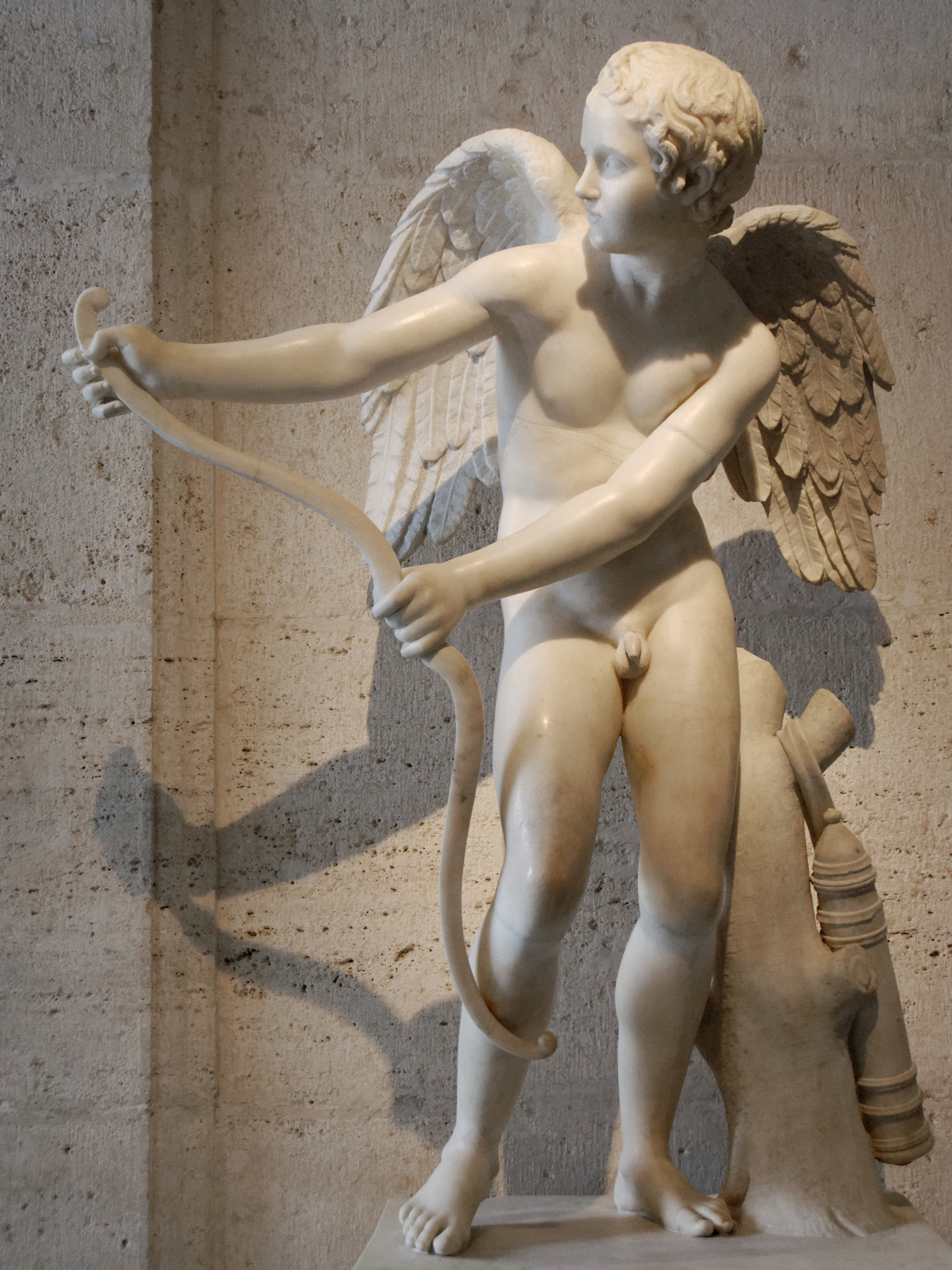
Eros Capitolini
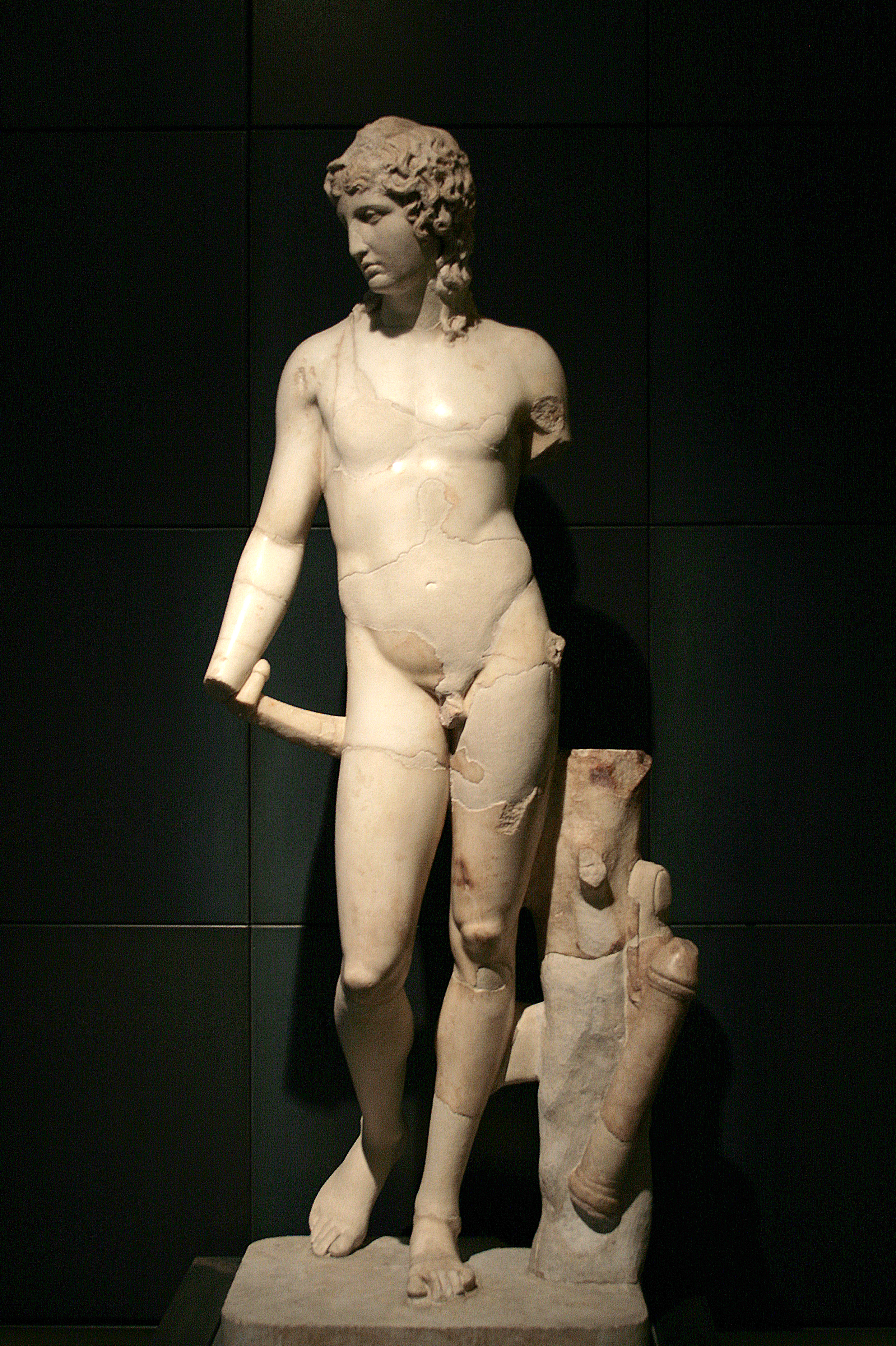
Eros Thanatos
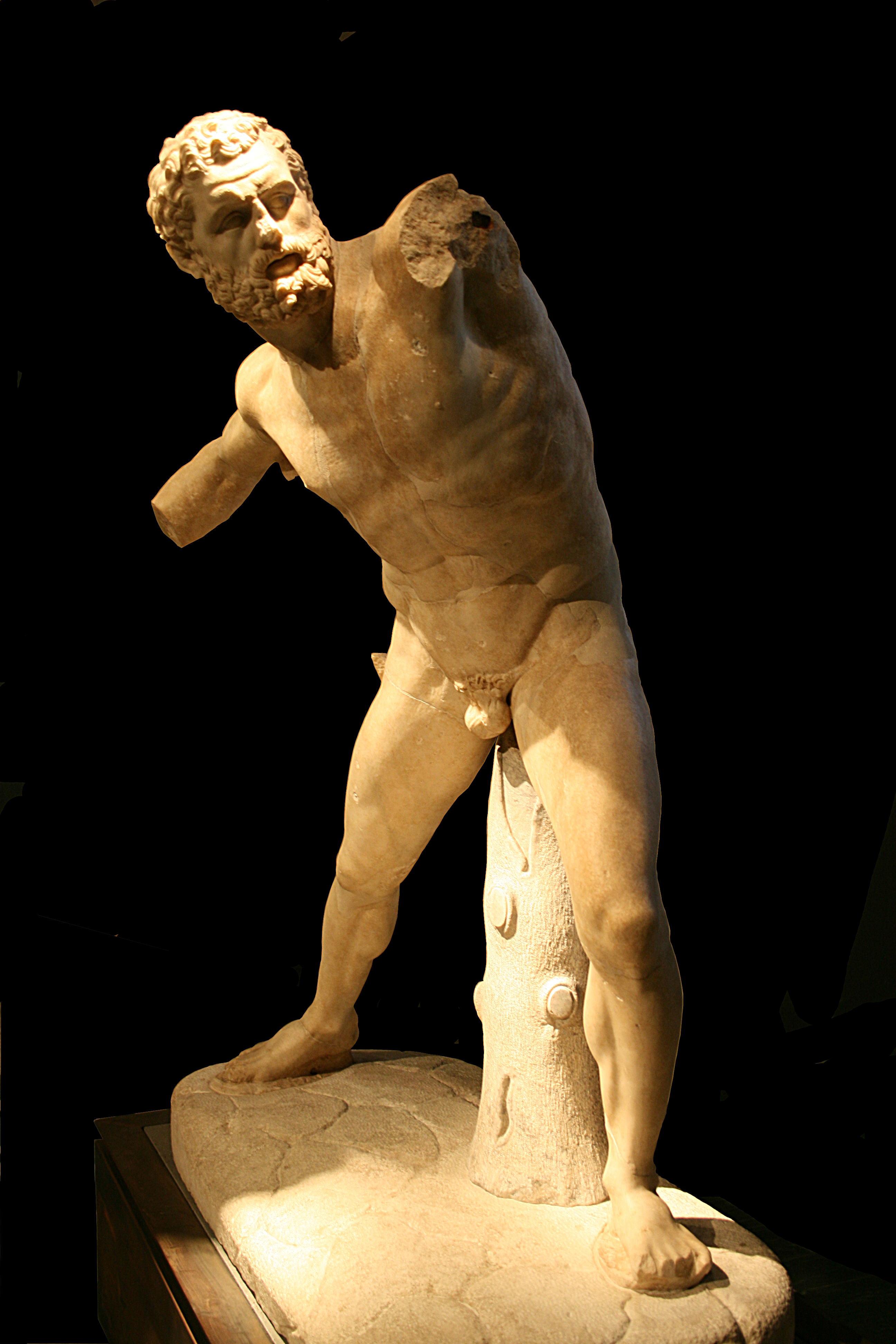
Heracles fighting
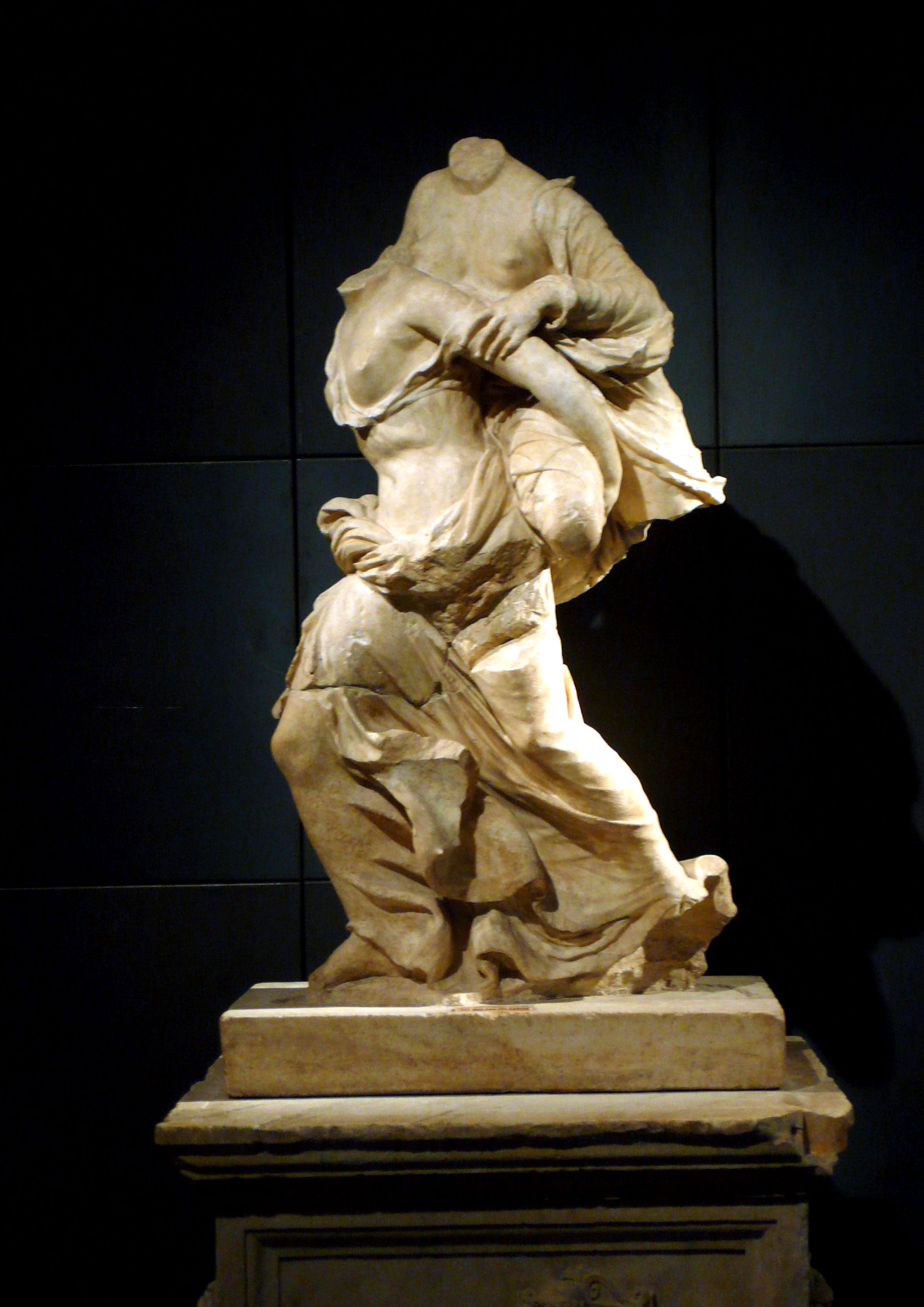
Statue from Horti Lamiani
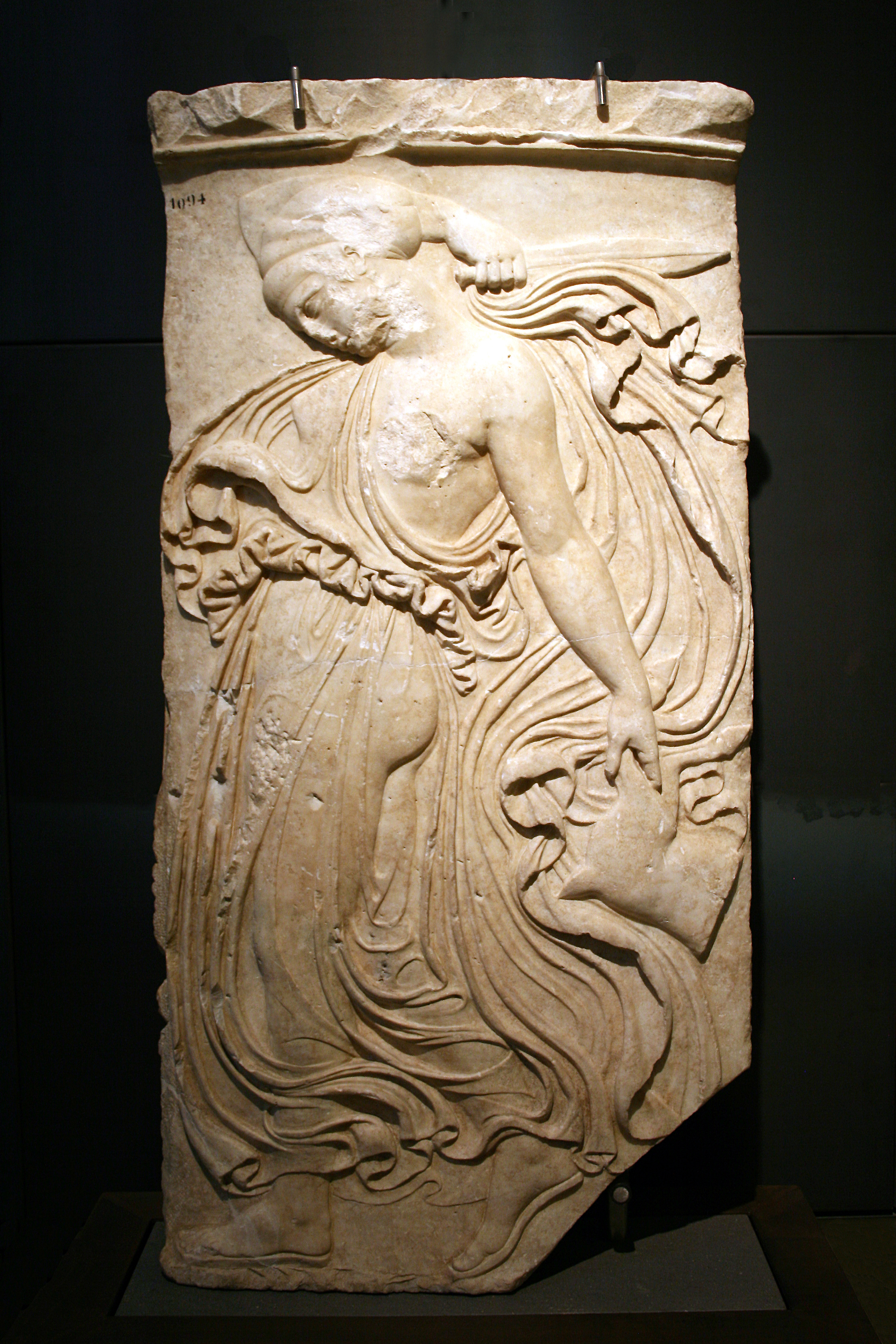
Dancing Maenad
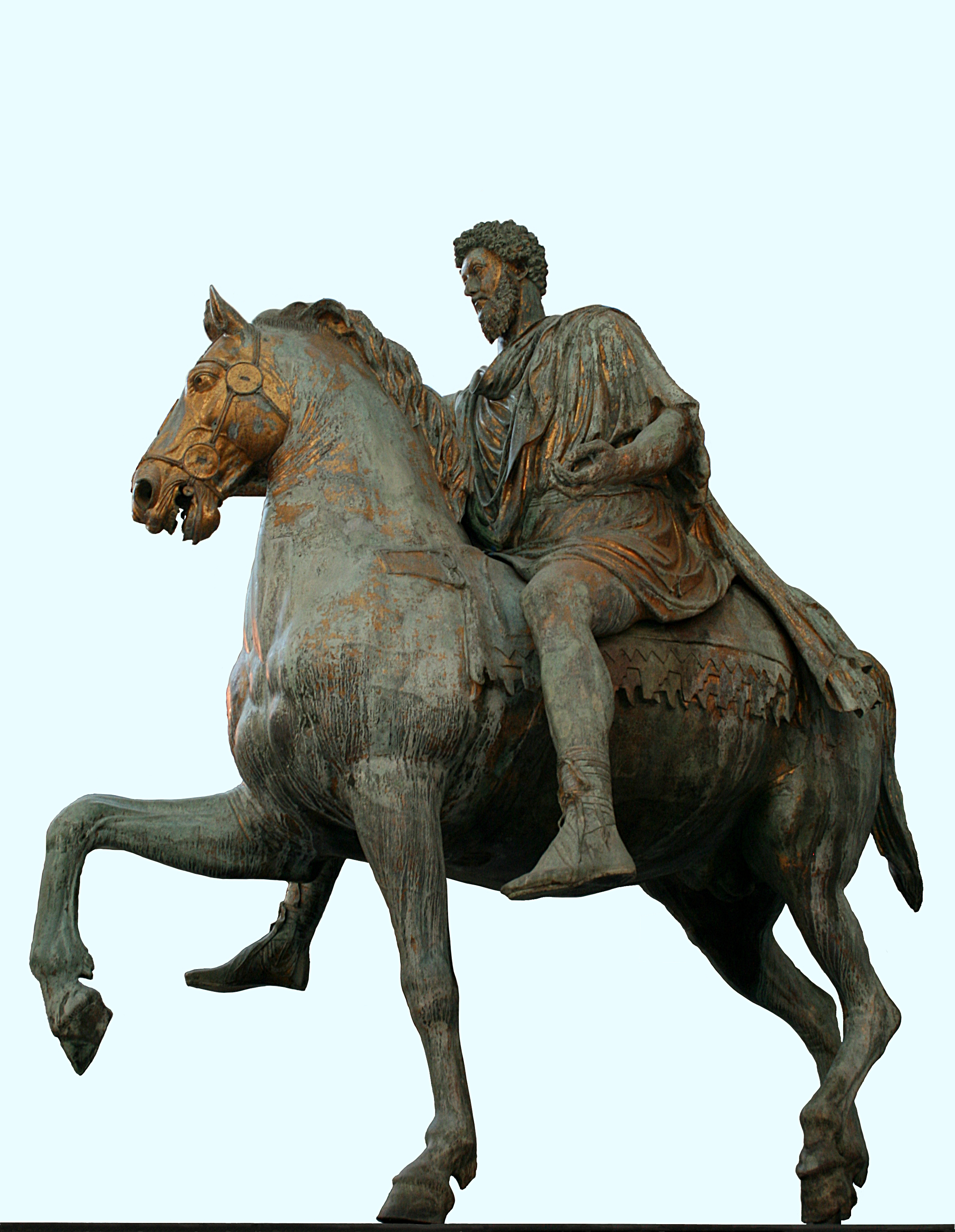
مجسمه سوار بر اسب مارکوس آئورلیوس
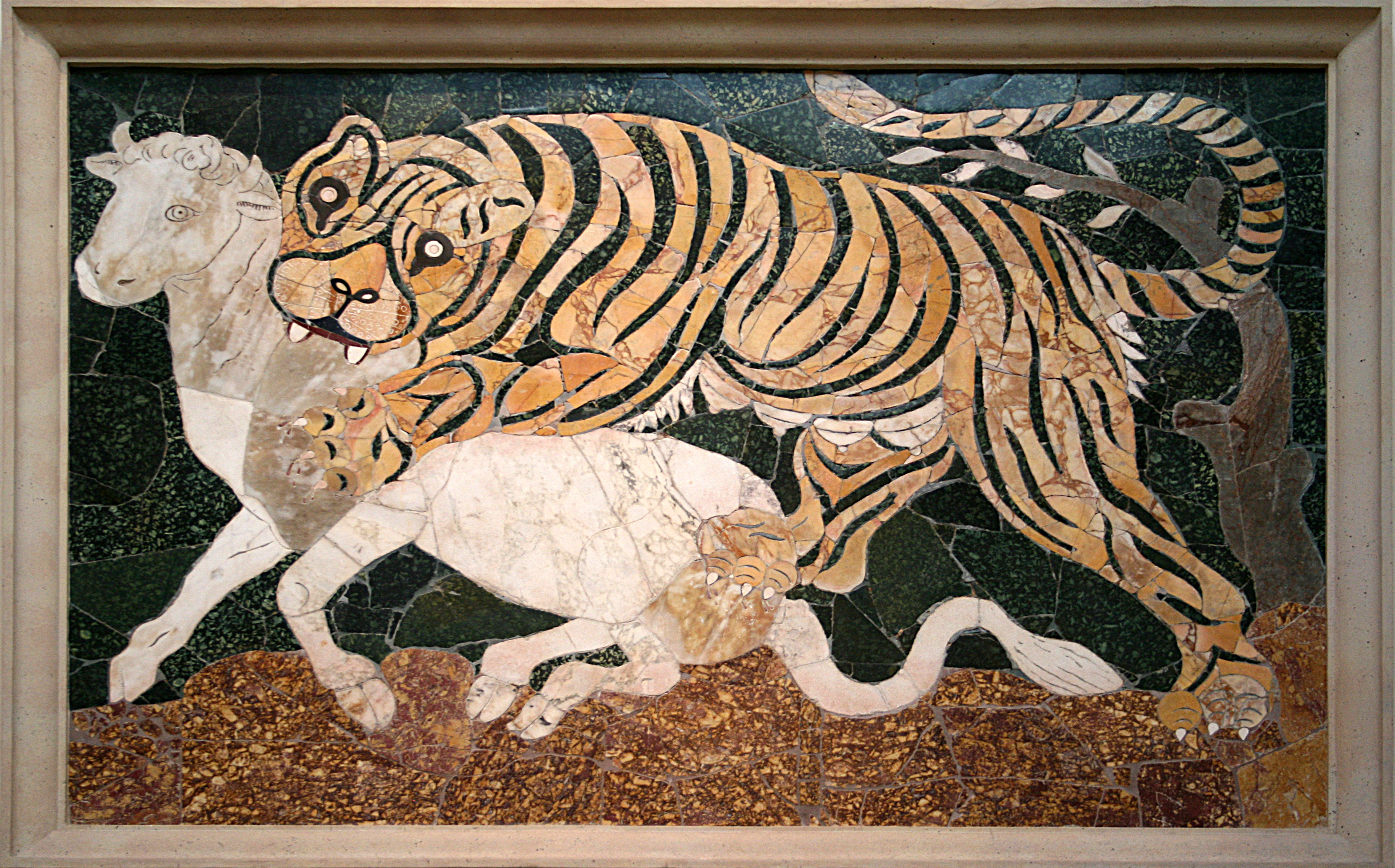
Mosaic. - Roman artwork from the 2d quarter of the 4th century CE
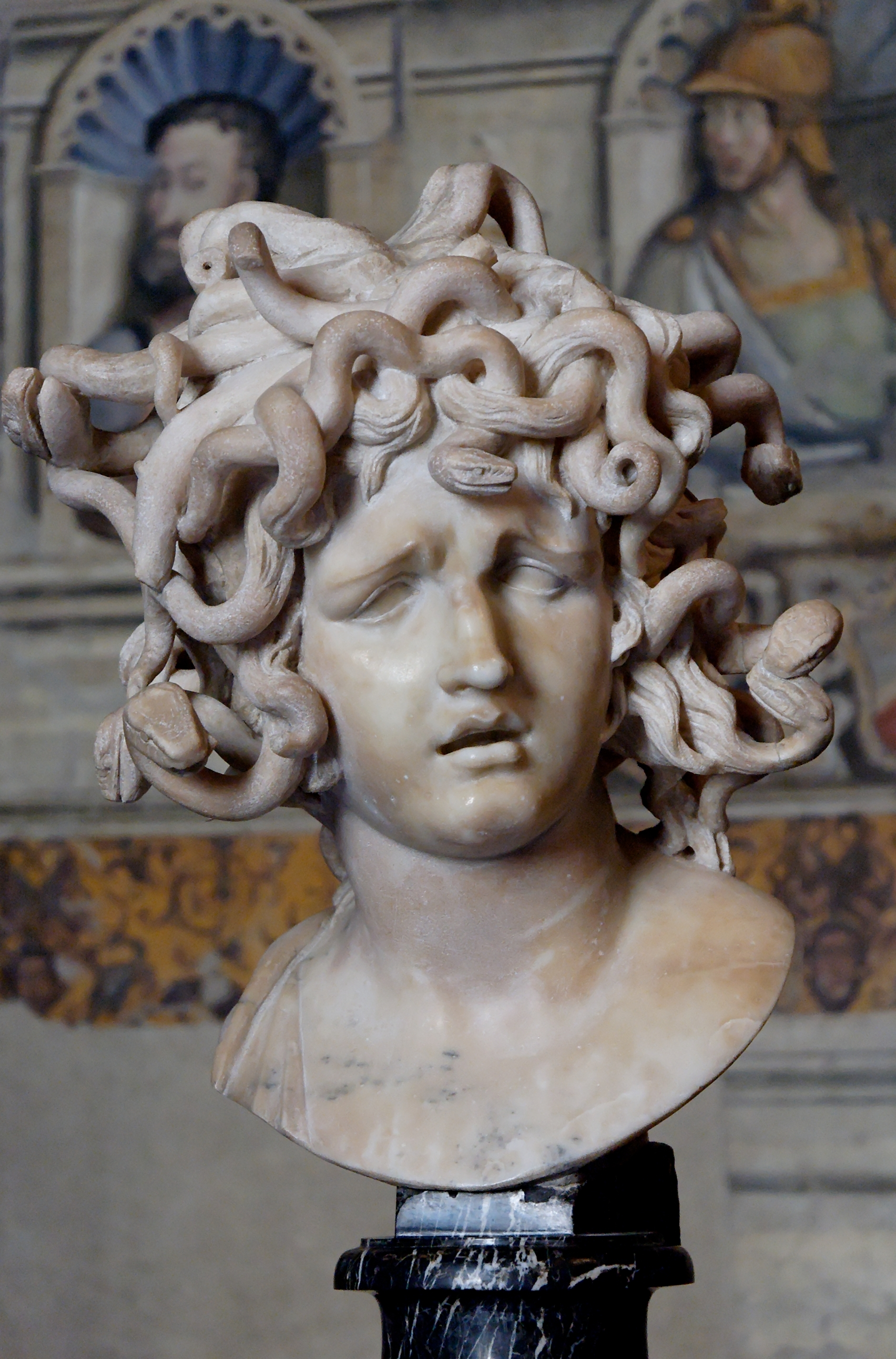
Bernini's Medusa
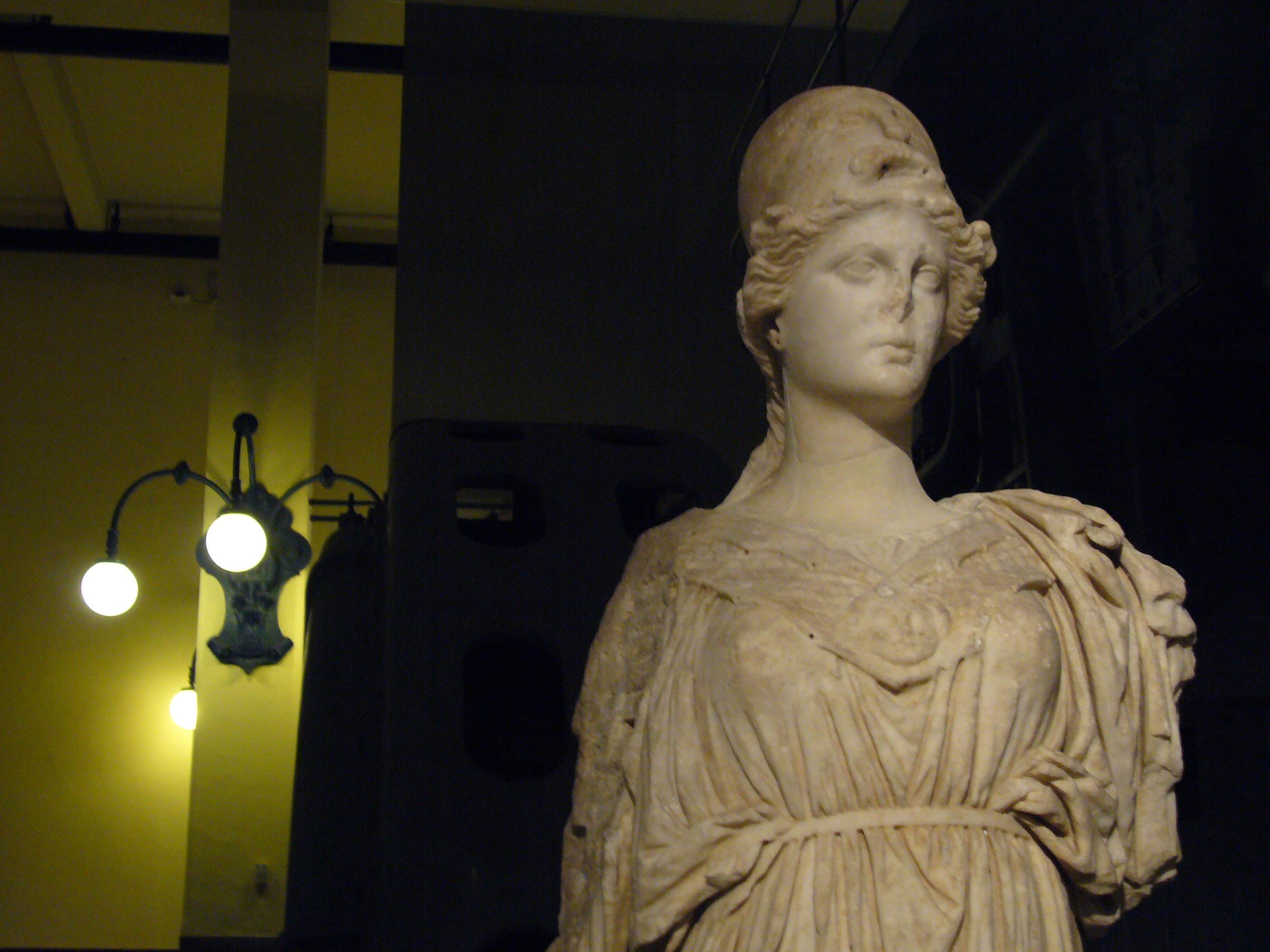
Statue of Athena, Centrale Montemartini, Rome
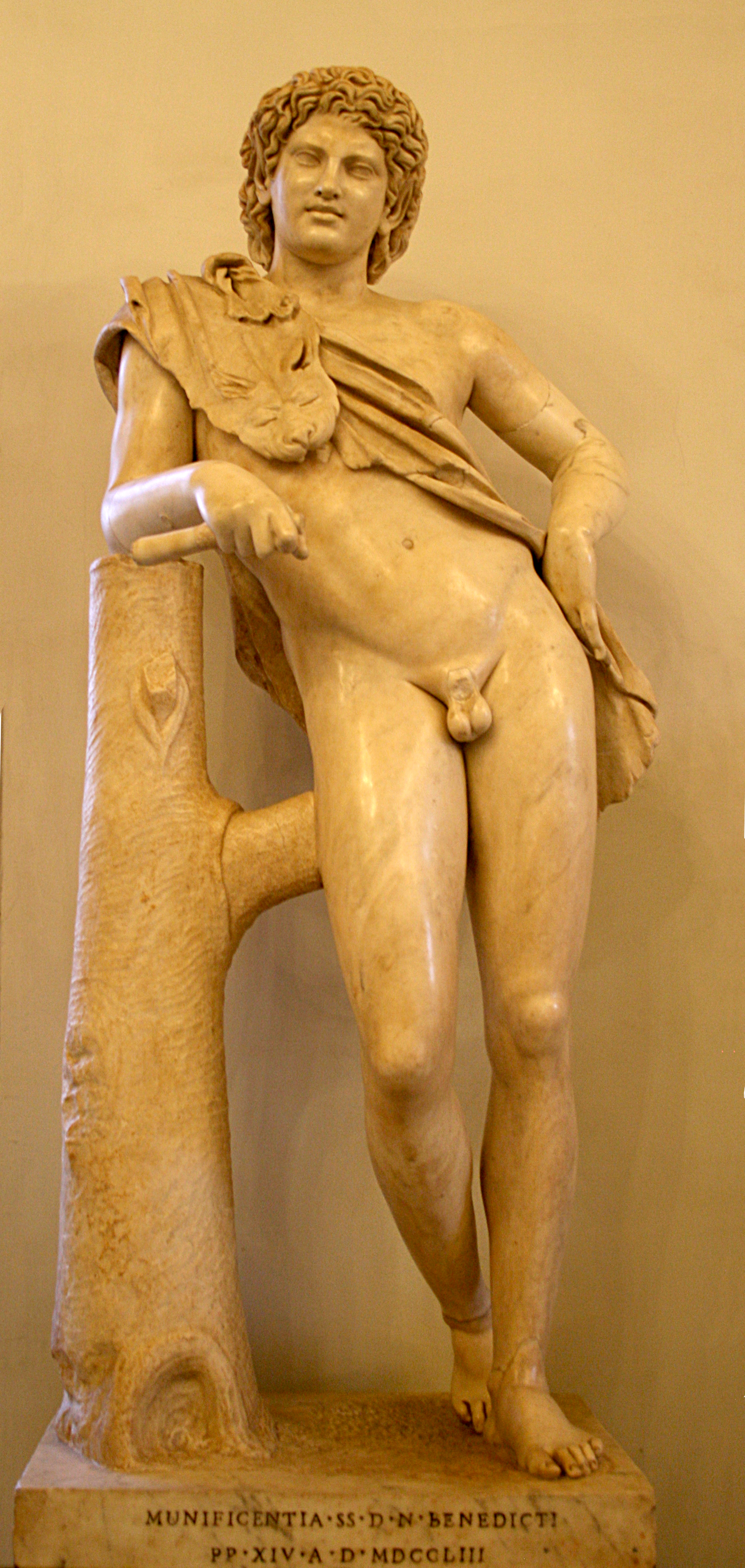
Resting Satyr
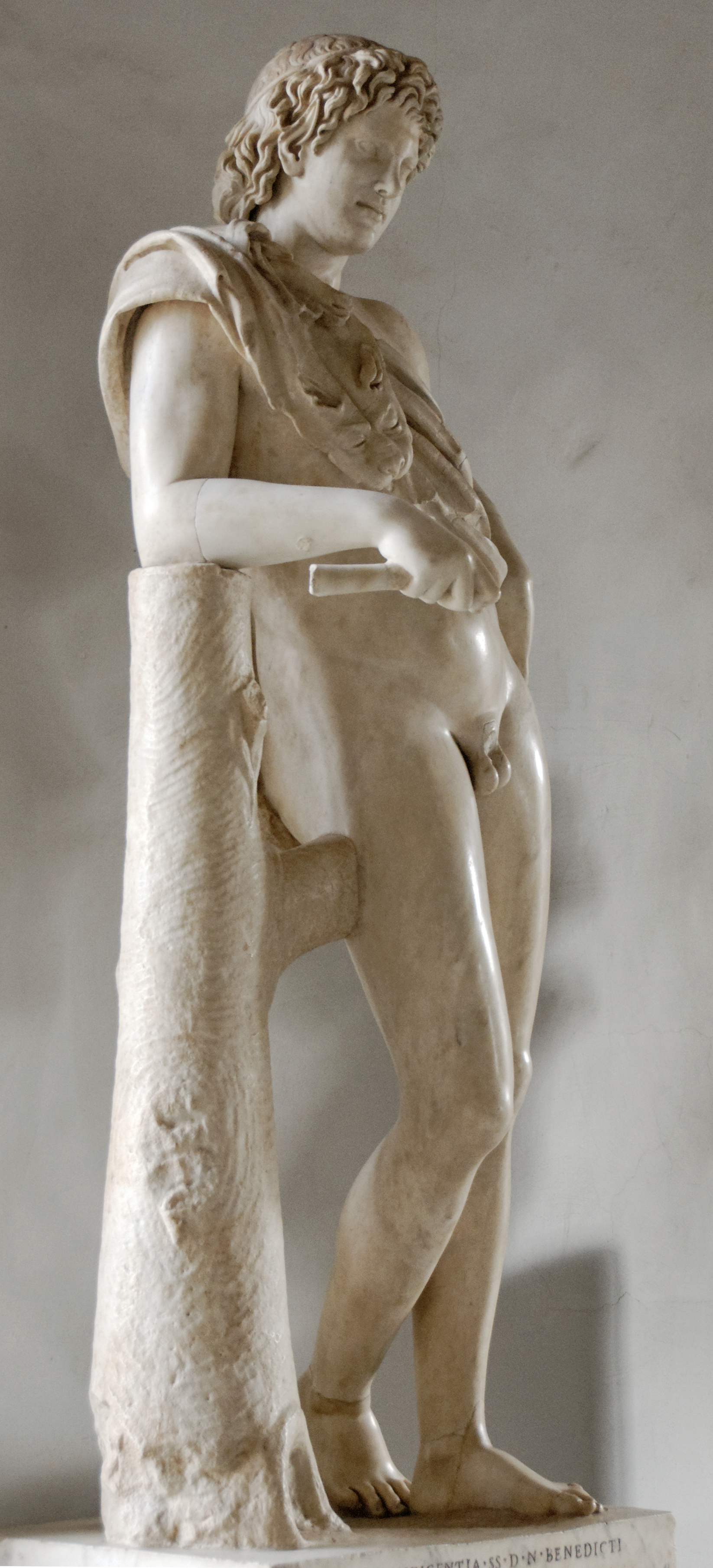
Leaning Satyr
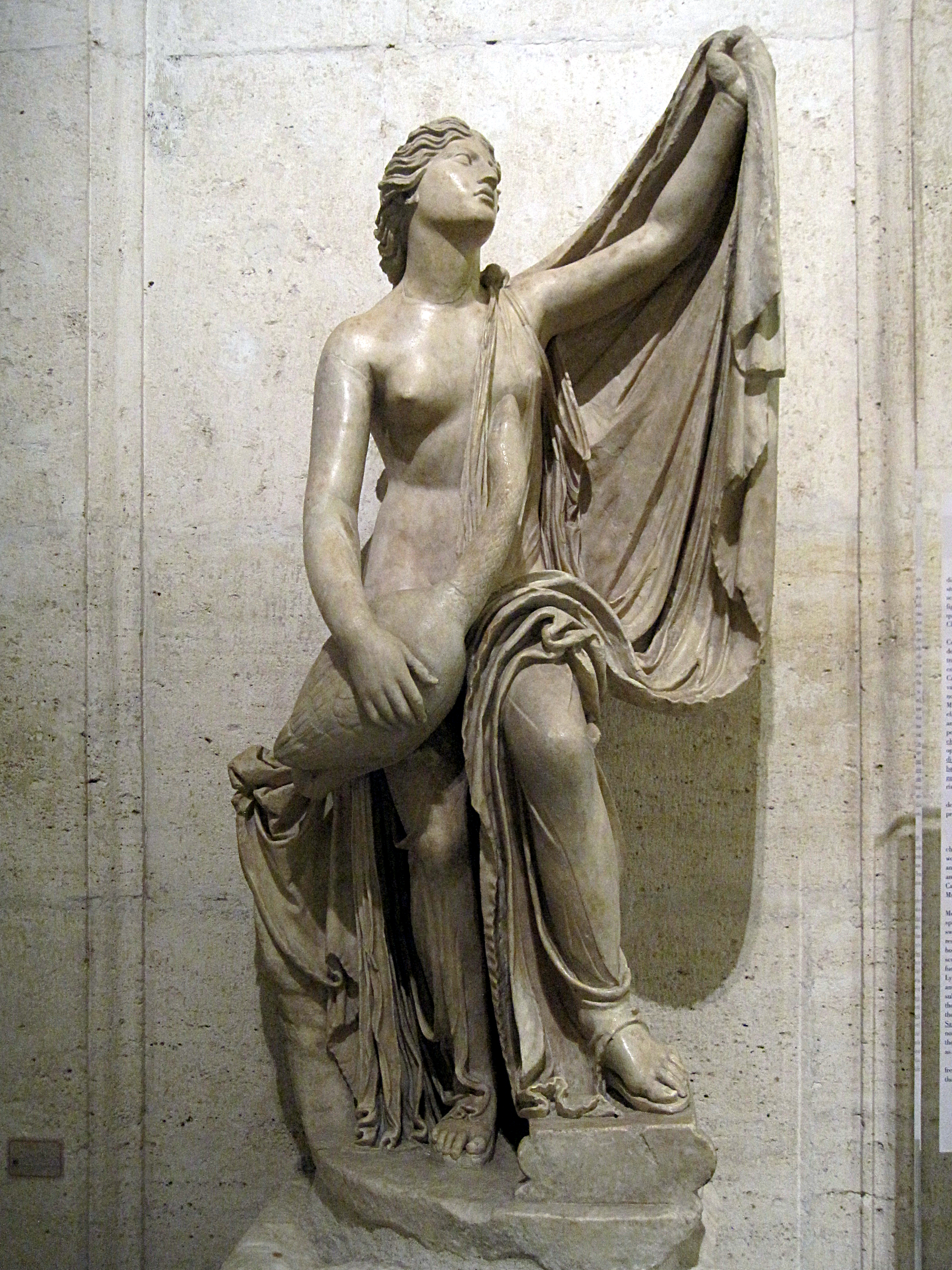
Leda and the Swan
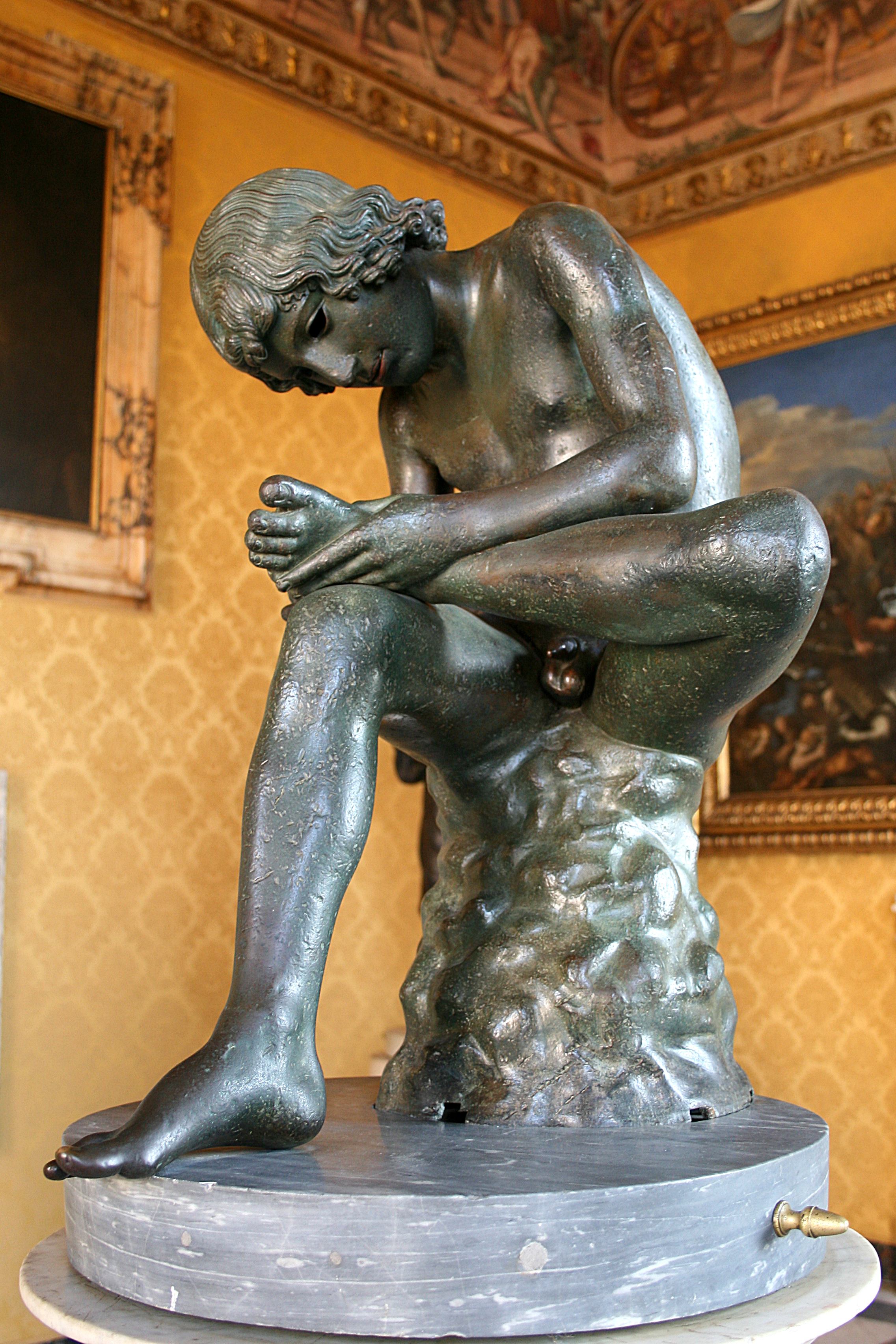
The Spinario
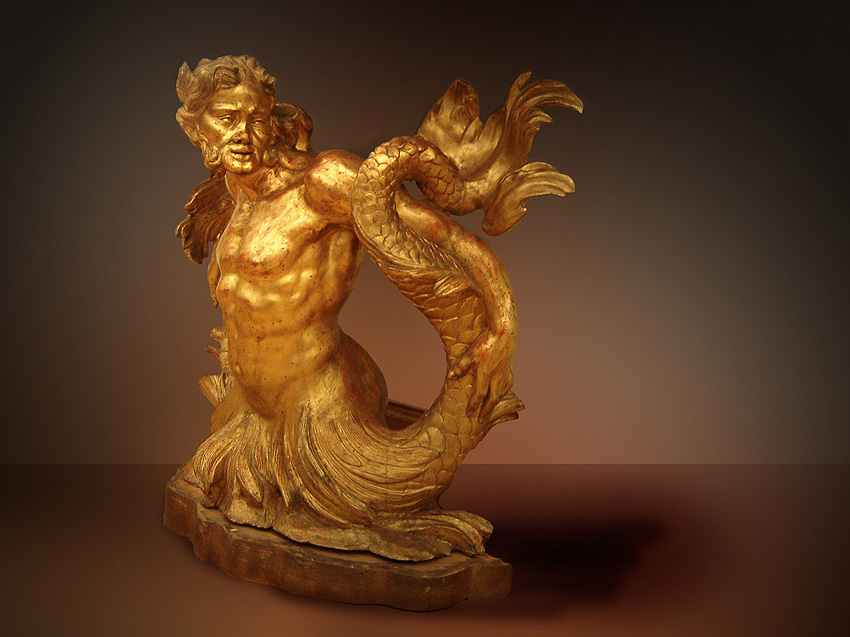
Triton
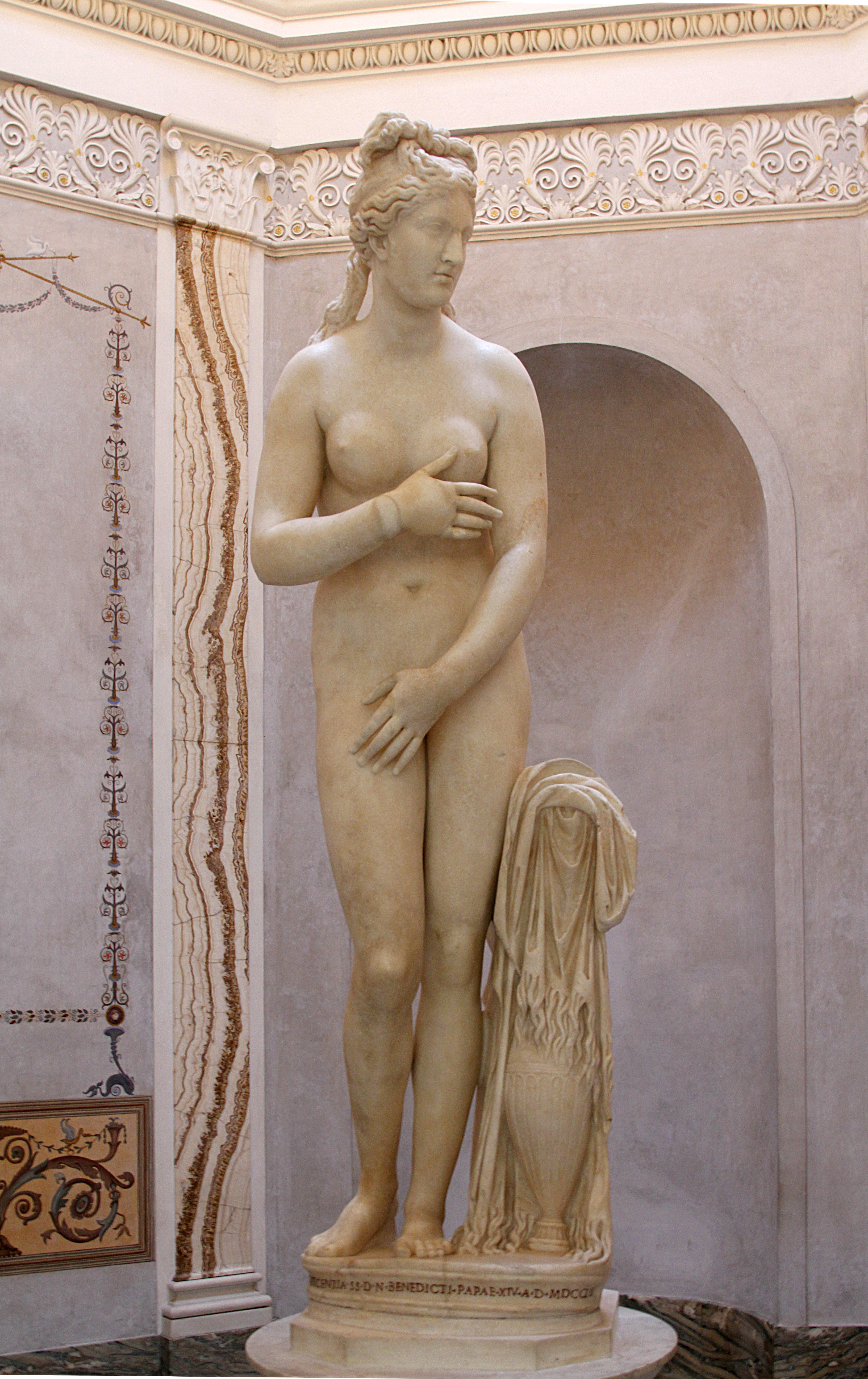
The Capitoline Venus (a Venus Pudica)
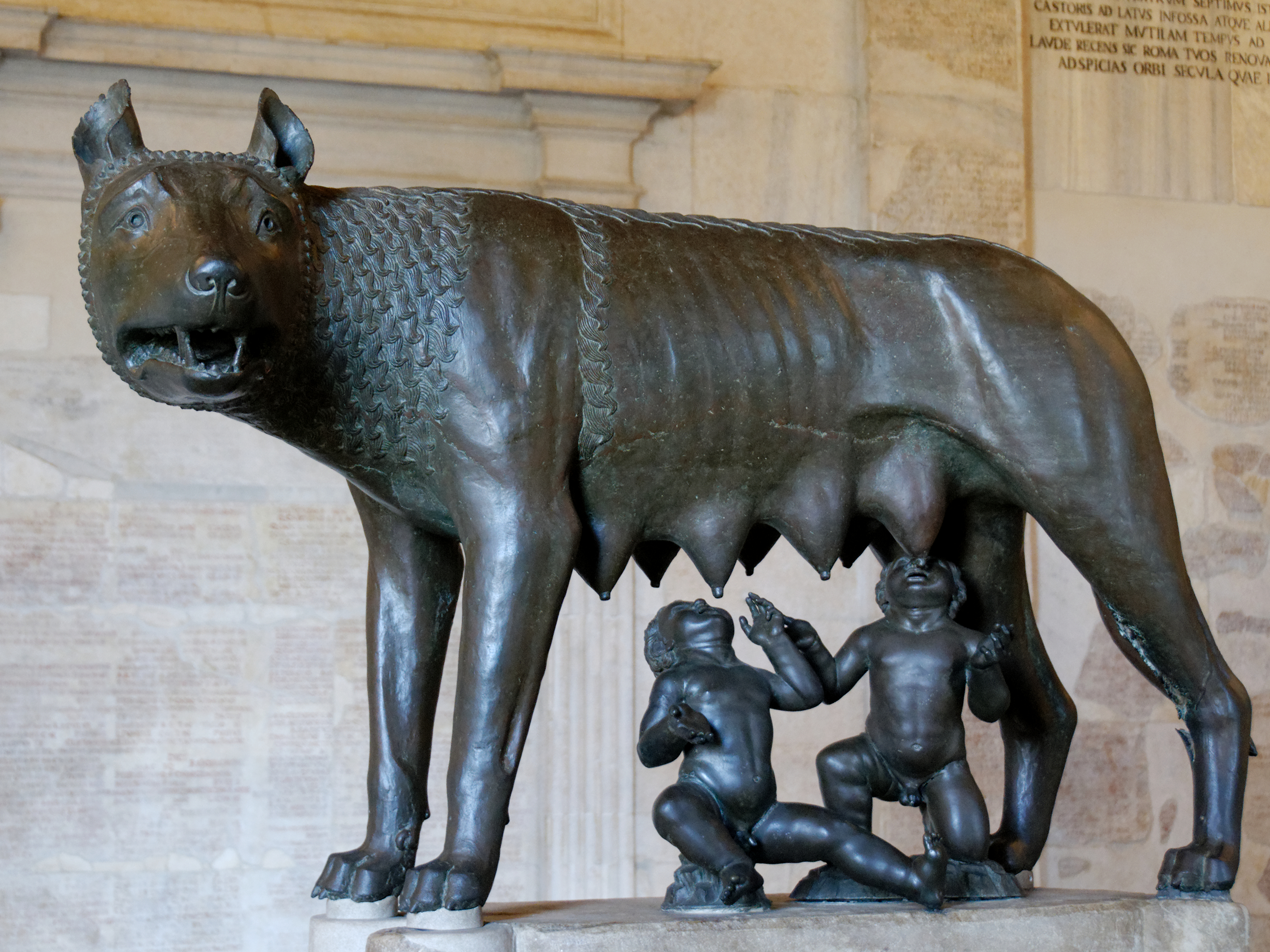
«La Lupa Capitolina» یا «گرگ کاپیتول» یا (She-wolf of Rome) بر اساس گزارش‌های قدیمی پیکره گرگ از اتروسک و مربوط به قرن ۵ قبل از میلاد است و پیکره‌های رموس و رمولوس در قرن ۱۵ توسط آنتونیو پولایوولو به آن اضافه شد. مطالعات اخیر نشان می‌دهد که قدمت پیکره گرگ ممکن متعلق به قرون وسطی در قرن ۱۳ میلادی باشد.
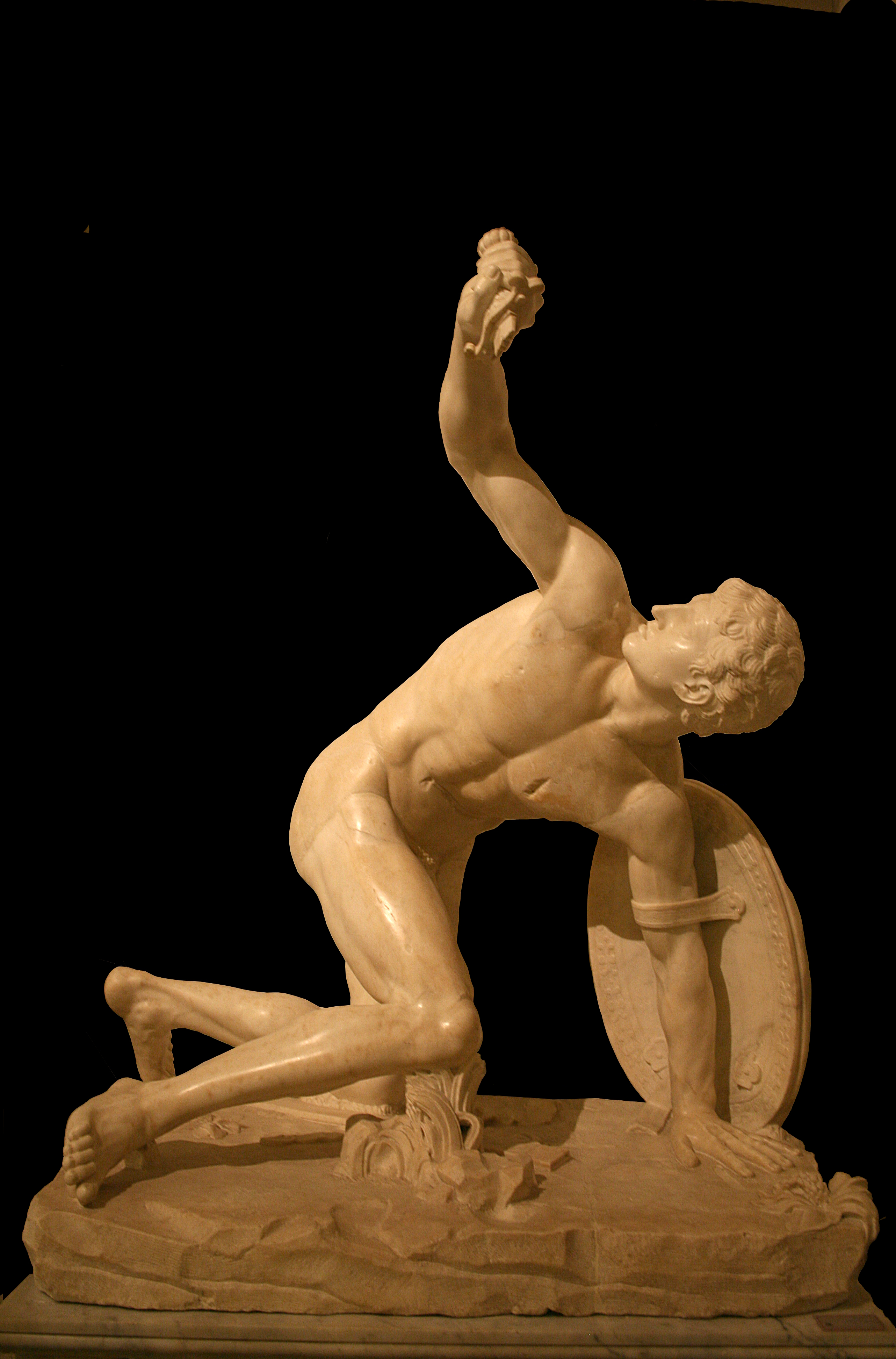
Wounded Warrior
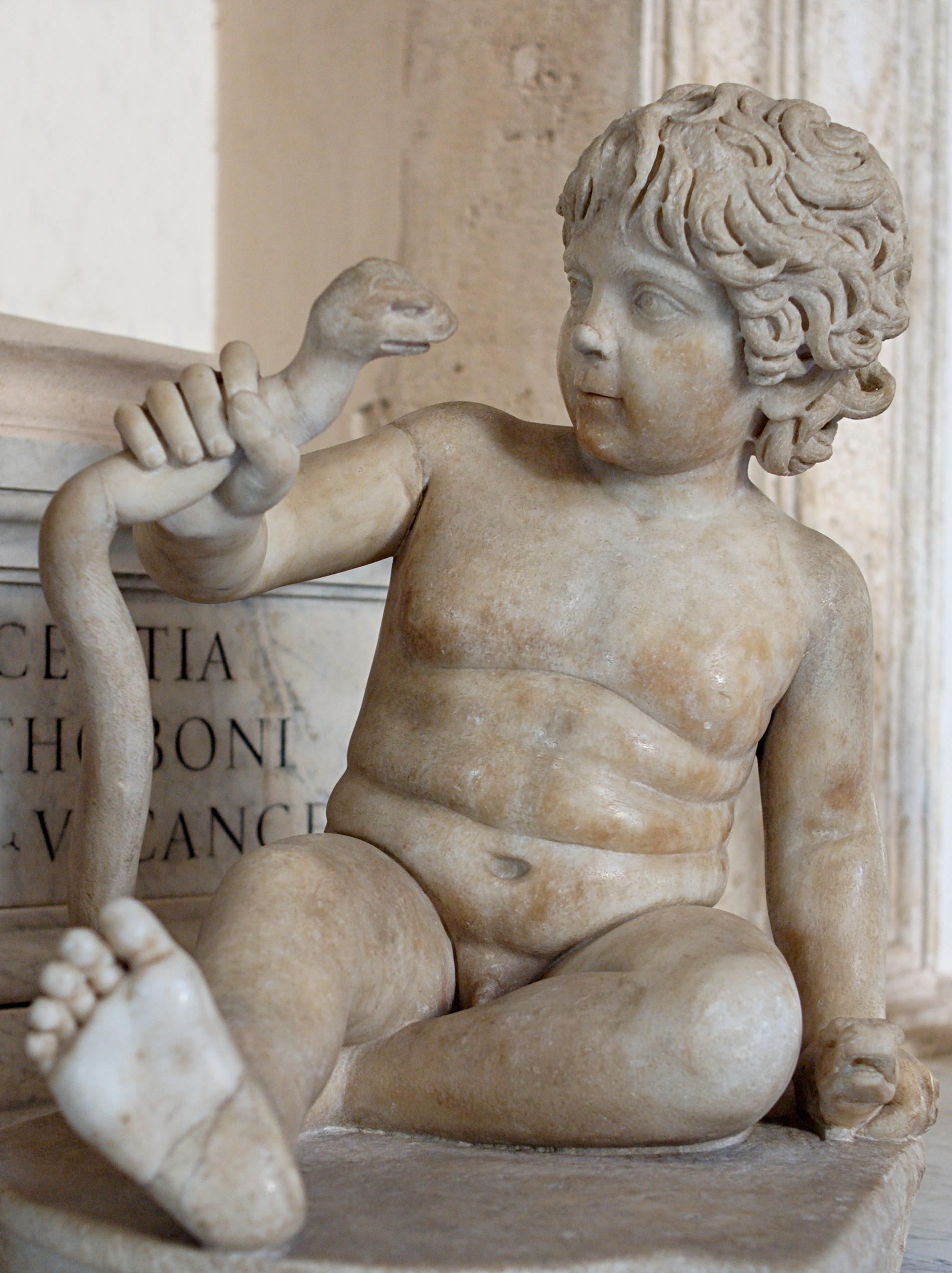
Baby Herakles strangling a snake sent to kill him in his cradle (Roman marble, 2nd century CE)
- حیاط موزه کاپیتولین